# 1932
Portal Geschichte | Portal Biografien | Aktuelle Ereignisse | Jahreskalender | Tagesartikel

◄ |
19. Jahrhundert |
20. Jahrhundert
| 21. Jahrhundert

◄ |
1900er |
1910er |
1920er |
1930er
| 1940er | 1950er | 1960er | ►

◄◄ |
◄ |
1928 |
1929 |
1930 |
1931 |
1932
| 1933 | 1934 | 1935 | 1936 | ► | ►►
Staatsoberhäupter · Wahlen · Nekrolog  · Literaturjahr · Musikjahr · Filmjahr · Rundfunkjahr · Sportjahr
| Januar | Januar | Januar | Januar | Januar | Januar | Januar | Januar |
| Kw     | Mo     | Di     | Mi     | Do     | Fr     | Sa     | So     |
| ------ | ------ | ------ | ------ | ------ | ------ | ------ | ------ |
| 53     |        |        |        |        | 1      | 2      | 3      |
| 1      | 4      | 5      | 6      | 7      | 8      | 9      | 10     |
| 2      | 11     | 12     | 13     | 14     | 15     | 16     | 17     |
| 3      | 18     | 19     | 20     | 21     | 22     | 23     | 24     |
| 4      | 25     | 26     | 27     | 28     | 29     | 30     | 31     |

| Februar | Februar | Februar | Februar | Februar | Februar | Februar | Februar |
| Kw      | Mo      | Di      | Mi      | Do      | Fr      | Sa      | So      |
| ------- | ------- | ------- | ------- | ------- | ------- | ------- | ------- |
| 5       | 1       | 2       | 3       | 4       | 5       | 6       | 7       |
| 6       | 8       | 9       | 10      | 11      | 12      | 13      | 14      |
| 7       | 15      | 16      | 17      | 18      | 19      | 20      | 21      |
| 8       | 22      | 23      | 24      | 25      | 26      | 27      | 28      |
| 9       | 29      |         |         |         |         |         |         |

| März | März | März | März | März | März | März | März |
| Kw   | Mo   | Di   | Mi   | Do   | Fr   | Sa   | So   |
| ---- | ---- | ---- | ---- | ---- | ---- | ---- | ---- |
| 9    |      | 1    | 2    | 3    | 4    | 5    | 6    |
| 10   | 7    | 8    | 9    | 10   | 11   | 12   | 13   |
| 11   | 14   | 15   | 16   | 17   | 18   | 19   | 20   |
| 12   | 21   | 22   | 23   | 24   | 25   | 26   | 27   |
| 13   | 28   | 29   | 30   | 31   |      |      |      |

| April | April | April | April | April | April | April | April |
| Kw    | Mo    | Di    | Mi    | Do    | Fr    | Sa    | So    |
| ----- | ----- | ----- | ----- | ----- | ----- | ----- | ----- |
| 13    |       |       |       |       | 1     | 2     | 3     |
| 14    | 4     | 5     | 6     | 7     | 8     | 9     | 10    |
| 15    | 11    | 12    | 13    | 14    | 15    | 16    | 17    |
| 16    | 18    | 19    | 20    | 21    | 22    | 23    | 24    |
| 17    | 25    | 26    | 27    | 28    | 29    | 30    |       |

| Mai | Mai | Mai | Mai | Mai | Mai | Mai | Mai |
| Kw  | Mo  | Di  | Mi  | Do  | Fr  | Sa  | So  |
| --- | --- | --- | --- | --- | --- | --- | --- |
| 17  |     |     |     |     |     |     | 1   |
| 18  | 2   | 3   | 4   | 5   | 6   | 7   | 8   |
| 19  | 9   | 10  | 11  | 12  | 13  | 14  | 15  |
| 20  | 16  | 17  | 18  | 19  | 20  | 21  | 22  |
| 21  | 23  | 24  | 25  | 26  | 27  | 28  | 29  |
| 22  | 30  | 31  |     |     |     |     |     |

| Juni | Juni | Juni | Juni | Juni | Juni | Juni | Juni |
| Kw   | Mo   | Di   | Mi   | Do   | Fr   | Sa   | So   |
| ---- | ---- | ---- | ---- | ---- | ---- | ---- | ---- |
| 22   |      |      | 1    | 2    | 3    | 4    | 5    |
| 23   | 6    | 7    | 8    | 9    | 10   | 11   | 12   |
| 24   | 13   | 14   | 15   | 16   | 17   | 18   | 19   |
| 25   | 20   | 21   | 22   | 23   | 24   | 25   | 26   |
| 26   | 27   | 28   | 29   | 30   |      |      |      |

| Juli | Juli | Juli | Juli | Juli | Juli | Juli | Juli |
| Kw   | Mo   | Di   | Mi   | Do   | Fr   | Sa   | So   |
| ---- | ---- | ---- | ---- | ---- | ---- | ---- | ---- |
| 26   |      |      |      |      | 1    | 2    | 3    |
| 27   | 4    | 5    | 6    | 7    | 8    | 9    | 10   |
| 28   | 11   | 12   | 13   | 14   | 15   | 16   | 17   |
| 29   | 18   | 19   | 20   | 21   | 22   | 23   | 24   |
| 30   | 25   | 26   | 27   | 28   | 29   | 30   | 31   |

| August | August | August | August | August | August | August | August |
| Kw     | Mo     | Di     | Mi     | Do     | Fr     | Sa     | So     |
| ------ | ------ | ------ | ------ | ------ | ------ | ------ | ------ |
| 31     | 1      | 2      | 3      | 4      | 5      | 6      | 7      |
| 32     | 8      | 9      | 10     | 11     | 12     | 13     | 14     |
| 33     | 15     | 16     | 17     | 18     | 19     | 20     | 21     |
| 34     | 22     | 23     | 24     | 25     | 26     | 27     | 28     |
| 35     | 29     | 30     | 31     |        |        |        |        |

| September | September | September | September | September | September | September | September |
| Kw        | Mo        | Di        | Mi        | Do        | Fr        | Sa        | So        |
| --------- | --------- | --------- | --------- | --------- | --------- | --------- | --------- |
| 35        |           |           |           | 1         | 2         | 3         | 4         |
| 36        | 5         | 6         | 7         | 8         | 9         | 10        | 11        |
| 37        | 12        | 13        | 14        | 15        | 16        | 17        | 18        |
| 38        | 19        | 20        | 21        | 22        | 23        | 24        | 25        |
| 39        | 26        | 27        | 28        | 29        | 30        |           |           |

| Oktober | Oktober | Oktober | Oktober | Oktober | Oktober | Oktober | Oktober |
| Kw      | Mo      | Di      | Mi      | Do      | Fr      | Sa      | So      |
| ------- | ------- | ------- | ------- | ------- | ------- | ------- | ------- |
| 39      |         |         |         |         |         | 1       | 2       |
| 40      | 3       | 4       | 5       | 6       | 7       | 8       | 9       |
| 41      | 10      | 11      | 12      | 13      | 14      | 15      | 16      |
| 42      | 17      | 18      | 19      | 20      | 21      | 22      | 23      |
| 43      | 24      | 25      | 26      | 27      | 28      | 29      | 30      |
| 44      | 31      |         |         |         |         |         |         |

| November | November | November | November | November | November | November | November |
| Kw       | Mo       | Di       | Mi       | Do       | Fr       | Sa       | So       |
| -------- | -------- | -------- | -------- | -------- | -------- | -------- | -------- |
| 44       |          | 1        | 2        | 3        | 4        | 5        | 6        |
| 45       | 7        | 8        | 9        | 10       | 11       | 12       | 13       |
| 46       | 14       | 15       | 16       | 17       | 18       | 19       | 20       |
| 47       | 21       | 22       | 23       | 24       | 25       | 26       | 27       |
| 48       | 28       | 29       | 30       |          |          |          |          |

| Dezember | Dezember | Dezember | Dezember | Dezember | Dezember | Dezember | Dezember |
| Kw       | Mo       | Di       | Mi       | Do       | Fr       | Sa       | So       |
| -------- | -------- | -------- | -------- | -------- | -------- | -------- | -------- |
| 48       |          |          |          | 1        | 2        | 3        | 4        |
| 49       | 5        | 6        | 7        | 8        | 9        | 10       | 11       |
| 50       | 12       | 13       | 14       | 15       | 16       | 17       | 18       |
| 51       | 19       | 20       | 21       | 22       | 23       | 24       | 25       |
| 52       | 26       | 27       | 28       | 29       | 30       | 31       |          |

| Januar | Januar | Januar | Januar | Januar | Januar | Januar | Januar |
| Kw     | Mo     | Di     | Mi     | Do     | Fr     | Sa     | So     |
| ------ | ------ | ------ | ------ | ------ | ------ | ------ | ------ |
| 53     |        |        |        |        | 1      | 2      | 3      |
| 1      | 4      | 5      | 6      | 7      | 8      | 9      | 10     |
| 2      | 11     | 12     | 13     | 14     | 15     | 16     | 17     |
| 3      | 18     | 19     | 20     | 21     | 22     | 23     | 24     |
| 4      | 25     | 26     | 27     | 28     | 29     | 30     | 31     |

| Februar | Februar | Februar | Februar | Februar | Februar | Februar | Februar |
| Kw      | Mo      | Di      | Mi      | Do      | Fr      | Sa      | So      |
| ------- | ------- | ------- | ------- | ------- | ------- | ------- | ------- |
| 5       | 1       | 2       | 3       | 4       | 5       | 6       | 7       |
| 6       | 8       | 9       | 10      | 11      | 12      | 13      | 14      |
| 7       | 15      | 16      | 17      | 18      | 19      | 20      | 21      |
| 8       | 22      | 23      | 24      | 25      | 26      | 27      | 28      |
| 9       | 29      |         |         |         |         |         |         |

| März | März | März | März | März | März | März | März |
| Kw   | Mo   | Di   | Mi   | Do   | Fr   | Sa   | So   |
| ---- | ---- | ---- | ---- | ---- | ---- | ---- | ---- |
| 9    |      | 1    | 2    | 3    | 4    | 5    | 6    |
| 10   | 7    | 8    | 9    | 10   | 11   | 12   | 13   |
| 11   | 14   | 15   | 16   | 17   | 18   | 19   | 20   |
| 12   | 21   | 22   | 23   | 24   | 25   | 26   | 27   |
| 13   | 28   | 29   | 30   | 31   |      |      |      |

| April | April | April | April | April | April | April | April |
| Kw    | Mo    | Di    | Mi    | Do    | Fr    | Sa    | So    |
| ----- | ----- | ----- | ----- | ----- | ----- | ----- | ----- |
| 13    |       |       |       |       | 1     | 2     | 3     |
| 14    | 4     | 5     | 6     | 7     | 8     | 9     | 10    |
| 15    | 11    | 12    | 13    | 14    | 15    | 16    | 17    |
| 16    | 18    | 19    | 20    | 21    | 22    | 23    | 24    |
| 17    | 25    | 26    | 27    | 28    | 29    | 30    |       |

| Mai | Mai | Mai | Mai | Mai | Mai | Mai | Mai |
| Kw  | Mo  | Di  | Mi  | Do  | Fr  | Sa  | So  |
| --- | --- | --- | --- | --- | --- | --- | --- |
| 17  |     |     |     |     |     |     | 1   |
| 18  | 2   | 3   | 4   | 5   | 6   | 7   | 8   |
| 19  | 9   | 10  | 11  | 12  | 13  | 14  | 15  |
| 20  | 16  | 17  | 18  | 19  | 20  | 21  | 22  |
| 21  | 23  | 24  | 25  | 26  | 27  | 28  | 29  |
| 22  | 30  | 31  |     |     |     |     |     |

| Juni | Juni | Juni | Juni | Juni | Juni | Juni | Juni |
| Kw   | Mo   | Di   | Mi   | Do   | Fr   | Sa   | So   |
| ---- | ---- | ---- | ---- | ---- | ---- | ---- | ---- |
| 22   |      |      | 1    | 2    | 3    | 4    | 5    |
| 23   | 6    | 7    | 8    | 9    | 10   | 11   | 12   |
| 24   | 13   | 14   | 15   | 16   | 17   | 18   | 19   |
| 25   | 20   | 21   | 22   | 23   | 24   | 25   | 26   |
| 26   | 27   | 28   | 29   | 30   |      |      |      |

| Juli | Juli | Juli | Juli | Juli | Juli | Juli | Juli |
| Kw   | Mo   | Di   | Mi   | Do   | Fr   | Sa   | So   |
| ---- | ---- | ---- | ---- | ---- | ---- | ---- | ---- |
| 26   |      |      |      |      | 1    | 2    | 3    |
| 27   | 4    | 5    | 6    | 7    | 8    | 9    | 10   |
| 28   | 11   | 12   | 13   | 14   | 15   | 16   | 17   |
| 29   | 18   | 19   | 20   | 21   | 22   | 23   | 24   |
| 30   | 25   | 26   | 27   | 28   | 29   | 30   | 31   |

| August | August | August | August | August | August | August | August |
| Kw     | Mo     | Di     | Mi     | Do     | Fr     | Sa     | So     |
| ------ | ------ | ------ | ------ | ------ | ------ | ------ | ------ |
| 31     | 1      | 2      | 3      | 4      | 5      | 6      | 7      |
| 32     | 8      | 9      | 10     | 11     | 12     | 13     | 14     |
| 33     | 15     | 16     | 17     | 18     | 19     | 20     | 21     |
| 34     | 22     | 23     | 24     | 25     | 26     | 27     | 28     |
| 35     | 29     | 30     | 31     |        |        |        |        |

| September | September | September | September | September | September | September | September |
| Kw        | Mo        | Di        | Mi        | Do        | Fr        | Sa        | So        |
| --------- | --------- | --------- | --------- | --------- | --------- | --------- | --------- |
| 35        |           |           |           | 1         | 2         | 3         | 4         |
| 36        | 5         | 6         | 7         | 8         | 9         | 10        | 11        |
| 37        | 12        | 13        | 14        | 15        | 16        | 17        | 18        |
| 38        | 19        | 20        | 21        | 22        | 23        | 24        | 25        |
| 39        | 26        | 27        | 28        | 29        | 30        |           |           |

| Oktober | Oktober | Oktober | Oktober | Oktober | Oktober | Oktober | Oktober |
| Kw      | Mo      | Di      | Mi      | Do      | Fr      | Sa      | So      |
| ------- | ------- | ------- | ------- | ------- | ------- | ------- | ------- |
| 39      |         |         |         |         |         | 1       | 2       |
| 40      | 3       | 4       | 5       | 6       | 7       | 8       | 9       |
| 41      | 10      | 11      | 12      | 13      | 14      | 15      | 16      |
| 42      | 17      | 18      | 19      | 20      | 21      | 22      | 23      |
| 43      | 24      | 25      | 26      | 27      | 28      | 29      | 30      |
| 44      | 31      |         |         |         |         |         |         |

| November | November | November | November | November | November | November | November |
| Kw       | Mo       | Di       | Mi       | Do       | Fr       | Sa       | So       |
| -------- | -------- | -------- | -------- | -------- | -------- | -------- | -------- |
| 44       |          | 1        | 2        | 3        | 4        | 5        | 6        |
| 45       | 7        | 8        | 9        | 10       | 11       | 12       | 13       |
| 46       | 14       | 15       | 16       | 17       | 18       | 19       | 20       |
| 47       | 21       | 22       | 23       | 24       | 25       | 26       | 27       |
| 48       | 28       | 29       | 30       |          |          |          |          |

| Dezember | Dezember | Dezember | Dezember | Dezember | Dezember | Dezember | Dezember |
| Kw       | Mo       | Di       | Mi       | Do       | Fr       | Sa       | So       |
| -------- | -------- | -------- | -------- | -------- | -------- | -------- | -------- |
| 48       |          |          |          | 1        | 2        | 3        | 4        |
| 49       | 5        | 6        | 7        | 8        | 9        | 10       | 11       |
| 50       | 12       | 13       | 14       | 15       | 16       | 17       | 18       |
| 51       | 19       | 20       | 21       | 22       | 23       | 24       | 25       |
| 52       | 26       | 27       | 28       | 29       | 30       | 31       |          |

## Ereignisse

### Politik und Weltgeschehen

#### Deutsches Reich
- 15. Januar: Über sechs Millionen Menschen sind in Deutschland arbeitslos.
- 26. Januar: Hitlers Rede vor dem Industrie-Club Düsseldorf
- 25. Februar: Adolf Hitler erlangt die deutsche Staatsbürgerschaft.
- 13. März: Im ersten Wahlgang der Reichspräsidentenwahl siegt Amtsinhaber Paul von Hindenburg klar vor Adolf Hitler, verfehlt aber knapp die absolute Mehrheit.

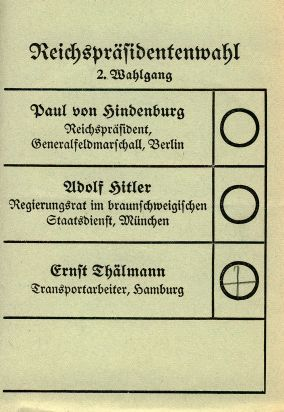
Stimmzettel der Reichspräsidentenwahl 1932

- 10. April: Paul von Hindenburg wird im zweiten Wahlgang mit 53 % der Stimmen wieder zum deutschen Reichspräsidenten gewählt.
- 13. April: Das Verbot der SA und SS wird in Deutschland vom Minister Wilhelm Groener in der Regierung Brüning verfügt. Es kostet den Kanzler Sympathien beim Reichspräsidenten Paul von Hindenburg und wird im Juni von der Regierung Franz von Papen wieder aufgehoben.
- Mai: Irakischer König Faisal zum Staatsbesuch in Berlin
- 13. Mai: Rücktritt des Reichswehr- und Innenministers Wilhelm Groener
- 30. Mai: Rücktritt des Reichskanzlers Heinrich Brüning
- 9. Juli: Die deutsche Regierung unter Franz von Papen erreicht am Ende der Konferenz von Lausanne ein Ende der im Versailler Vertrag auferlegten Reparationszahlungen. Die Opposition im Reichstag empfindet das Verhandlungsergebnis als unzureichend.
- 17. Juli: Beim Altonaer Blutsonntag, einer Schießerei zwischen Kommunisten, Nationalsozialisten und der Polizei, kommen 18 Menschen ums Leben, 285 werden verletzt.
- 20. Juli: Beim sog. Preußenschlag wird auf Initiative von Reichskanzler Franz von Papen durch eine Notverordnung und unter Ausrufung des militärischen Ausnahmezustands die geschäftsführende preußische Regierung, unter Leitung von Otto Braun, für abgesetzt erklärt.
- 31. Juli: Nach der Reichstagswahl stellt die NSDAP erstmals die stärkste Fraktion.
- 12. September: Reichskanzler von Papen wird durch einen Misstrauensantrag gestürzt und der Reichstag durch den Reichspräsidenten Hindenburg aufgelöst.
- 12. Oktober: Konkordat zwischen dem Heiligen Stuhl und Baden
- 6. November: Reichstagsneuwahlen, Stimmenverluste der Nationalsozialisten
- 17. November: Rücktritt des durch Hindenburg gestützten Reichskanzlers Franz von Papen
- 20. November: Mit der Industrielleneingabe an Hindenburg fordern 20 Vertreter aus der Wirtschaft Hitler zum Reichskanzler zu ernennen.

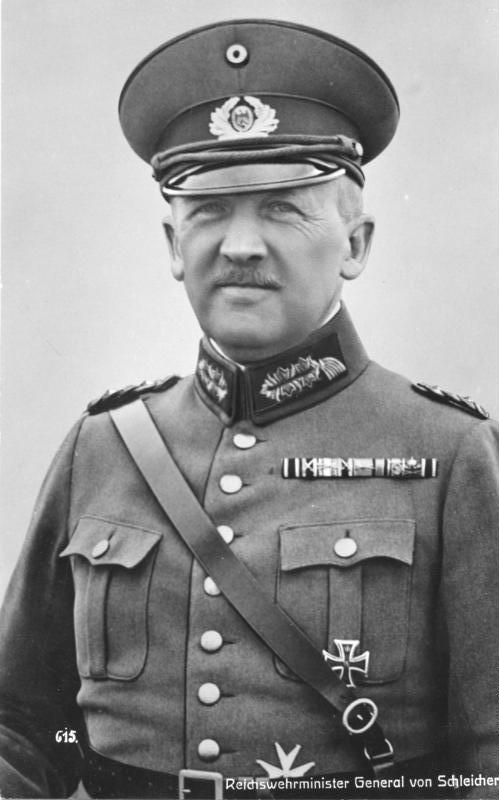
Kurt von Schleicher

- 3. Dezember: Kurt von Schleicher wird von Hindenburg zum Reichskanzler berufen und mit der Bildung eines neuen Präsidialkabinetts beauftragt, nachdem Franz von Papen zuvor an Koalitions-Absagen von SPD und Zentrum gescheitert ist.
- 8. Dezember: Rücktritt Gregor Strassers von allen Parteiämtern

#### Österreich
- 24. April: Die gleichzeitig abgehaltenen Gemeinderatswahlen in der Steiermark und in Kärnten sowie die Landtagswahlen in Niederösterreich, Salzburg und Wien bringen den Nationalsozialisten starke Stimmengewinne.
- 27. Mai: In der Tiroler Landeshauptstadt Innsbruck fordert die Höttinger Saalschlacht den ersten toten Nationalsozialisten in Österreich.
- 16. Oktober: In Wien-Simmering fordert der Simmeringer Blutsonntag vier Todesopfer.

#### Schweiz
- 1. Januar: Giuseppe Motta wird zum vierten Mal Bundespräsident der Schweiz.
- 15. Juni: Zürcher Blutnacht
- 9. November: Blutnacht von Genf

#### Weitere Ereignisse in Europa
- Holodomor in der Ukraine.
- 6. Mai: Paul Doumer, Präsident der Dritten Französischen Republik, wird bei der Eröffnung einer Buchmesse in Paris von dem geistig verwirrten russischen Emigranten Pawel Timofejewitsch Gorgulow erschossen. Gorgulow wird trotz Protesten von Menschenrechtsorganisationen am 14. September durch Scharfrichter Anatole Deibler öffentlich mit der Guillotine enthauptet.
- 10. Mai: Die beiden Parlamentskammern wählen Albert Lebrun mit mehr als drei Viertel der Stimmen zum Präsidenten von Frankreich.
- 10. Mai: Das seit dem 16. Jahrhundert bekannte Lied Het Wilhelmus wird offiziell zur Nationalhymne der Niederlande bestimmt.
- 5. Juli: In Portugal wird António de Oliveira Salazar zum Ministerpräsidenten berufen. Er ist bereits seit 1928 der eigentliche Machthaber im Lande und entwickelt sich zum Diktator.
- 25. Juli: Polen und die Sowjetunion schließen einen Nichtangriffspakt.
- 22. August: In Madrid gründet sich die Federación Ibérica de Juventudes Libertarias (FIJL).
- 29. November: Frankreich und die Sowjetunion schließen einen Nichtangriffspakt.[1]

#### Japan/China
- 2. Januar: Die Stadt Jinzhou in der Mandschurei, Republik China, wird von japanischen Truppen besetzt.
- 28. Januar: Im Zwischenfall vom 28. Januar kommt es zu Gefechten zwischen japanischen und chinesischen Truppen in Shanghai.
- 18. Februar: Die im Zuge der Mandschurei-Krise von Japan besetzte Mandschurei erklärt die Unabhängigkeit von China.
- 1. März: Japan richtet den Marionettenstaat Mandschukuo ein.
- 9. März: Pu Yi, vor seiner Abdankung letzter Herrscher im Kaiserreich China, wird Präsident im unter japanischer Kontrolle stehenden Marionettenstaat Mandschukuo.
- 5. Mai: Die Schlacht um Shanghai wird mit einem Waffenstillstand beendet.

#### Britisch-Indien
- 4. Januar: Von der britischen Kolonialmacht werden Mohandas Karamchand Gandhi und die weitere Führung des Indischen Nationalkongresses festgenommen.
- 20. September: Mahatma Gandhi beginnt einen Hungerstreik im Gefängnis (Pune).

#### Thailand (Siam)

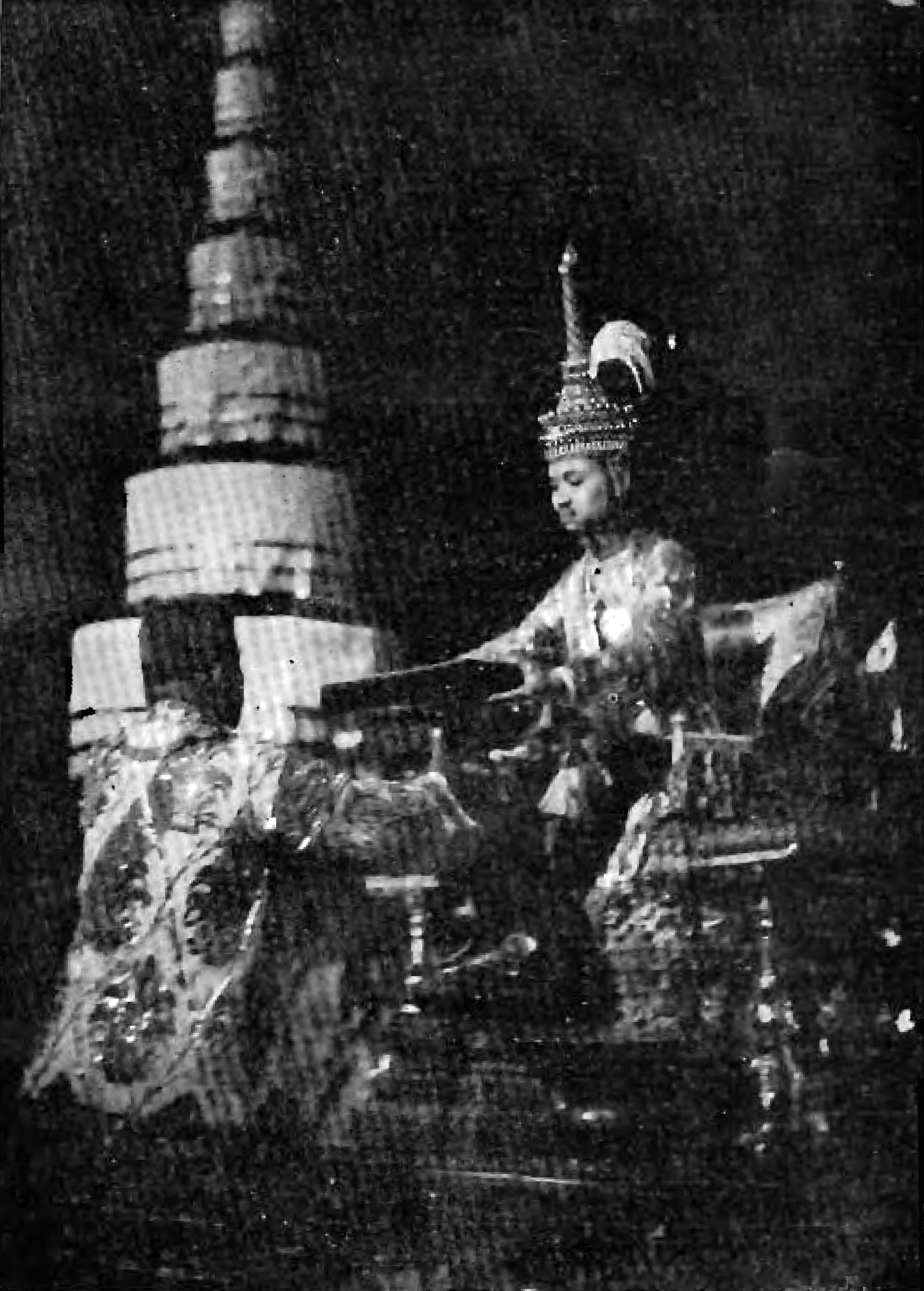
König Prajadhipok unterschreibt die neue Verfassung

- 24. Juni: Ein unblutiger Umsturz beendet die absolutistische Monarchie in Siam, dem heutigen Thailand.
- 27. Juni: Erste provisorische Verfassung Thailands nach dem Sturz der absolutistischen Monarchie
- 10. Dezember: Die erste dauerhafte Verfassung tritt in Kraft. Der Jahrestag ist bis heute als „Tag der Verfassung“ gesetzlicher Feiertag.

#### Mittlerer Osten
- 18. September: Das Königreich Saudi-Arabien wird gegründet und Ibn Saud zum König ausgerufen.
- 3. Oktober: Der Irak wird unabhängig von Großbritannien.

#### Vereinigte Staaten von Amerika

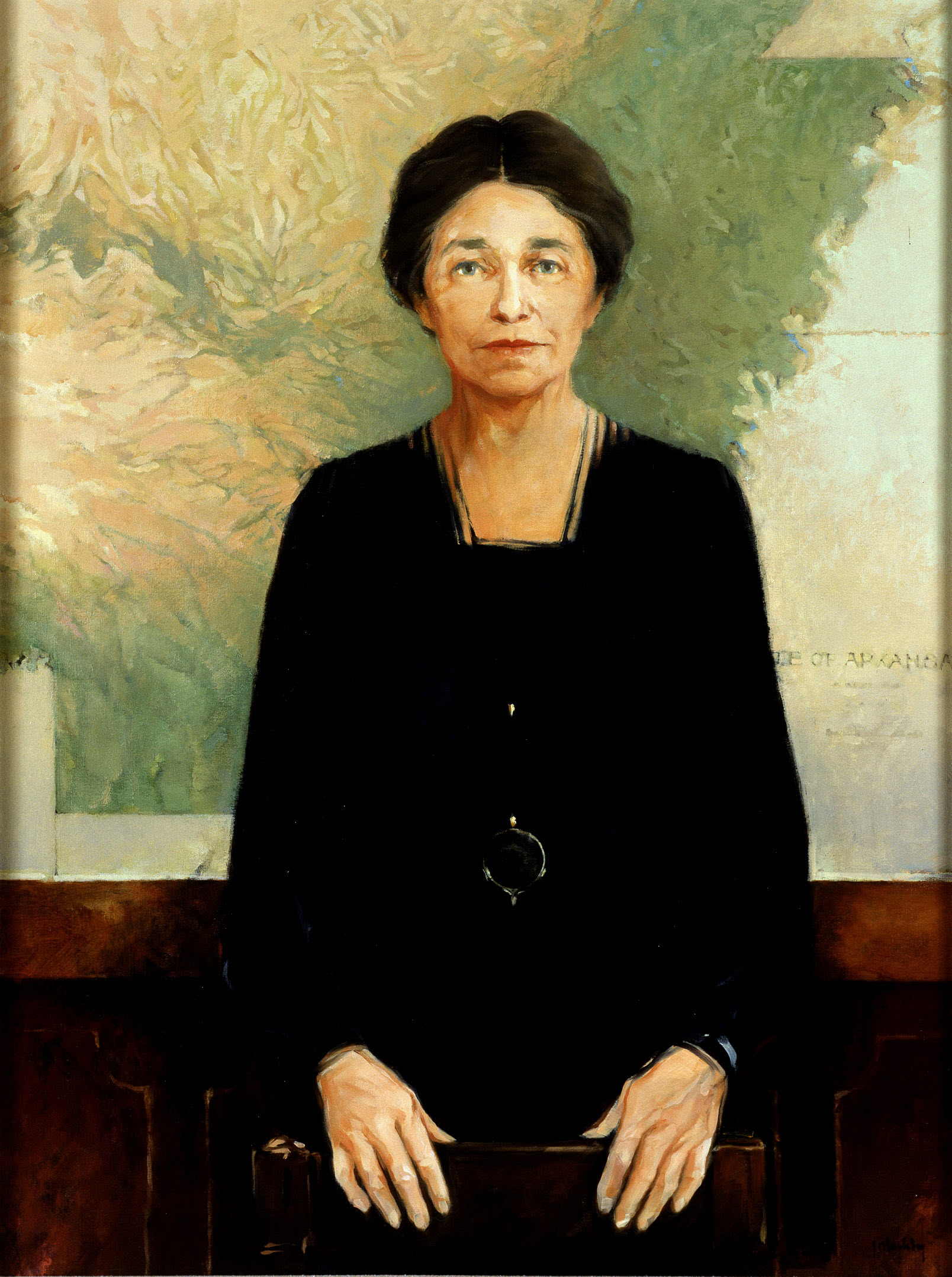
Hattie Caraway

- 12. Januar: In Arkansas gewinnt Hattie Caraway die Wahl zum Senat der Vereinigten Staaten. Sie wird Amtsnachfolgerin ihres gestorbenen Mannes Thaddeus H. Caraway und ist die erste eine volle Wahlperiode dem Gremium angehörige Frau.
- 2. März: Der US-Kongress schlägt den sog. Lame Duck Amendment zur Verfassung der Vereinigten Staaten vor. Er wird am 23. Januar 1933 als 20. Zusatzartikel ratifiziert. Der Sinn dieses Verfassungszusatzes ist die Verkürzung der Zeit zwischen der Wahl des Präsidenten und des Kongresses und dem Beginn ihrer Amtsperioden. Dieser wird vom 4. März auf den 20. Januar vorverlegt, eine Regelung, die erst ab der Wahl 1936 gilt.

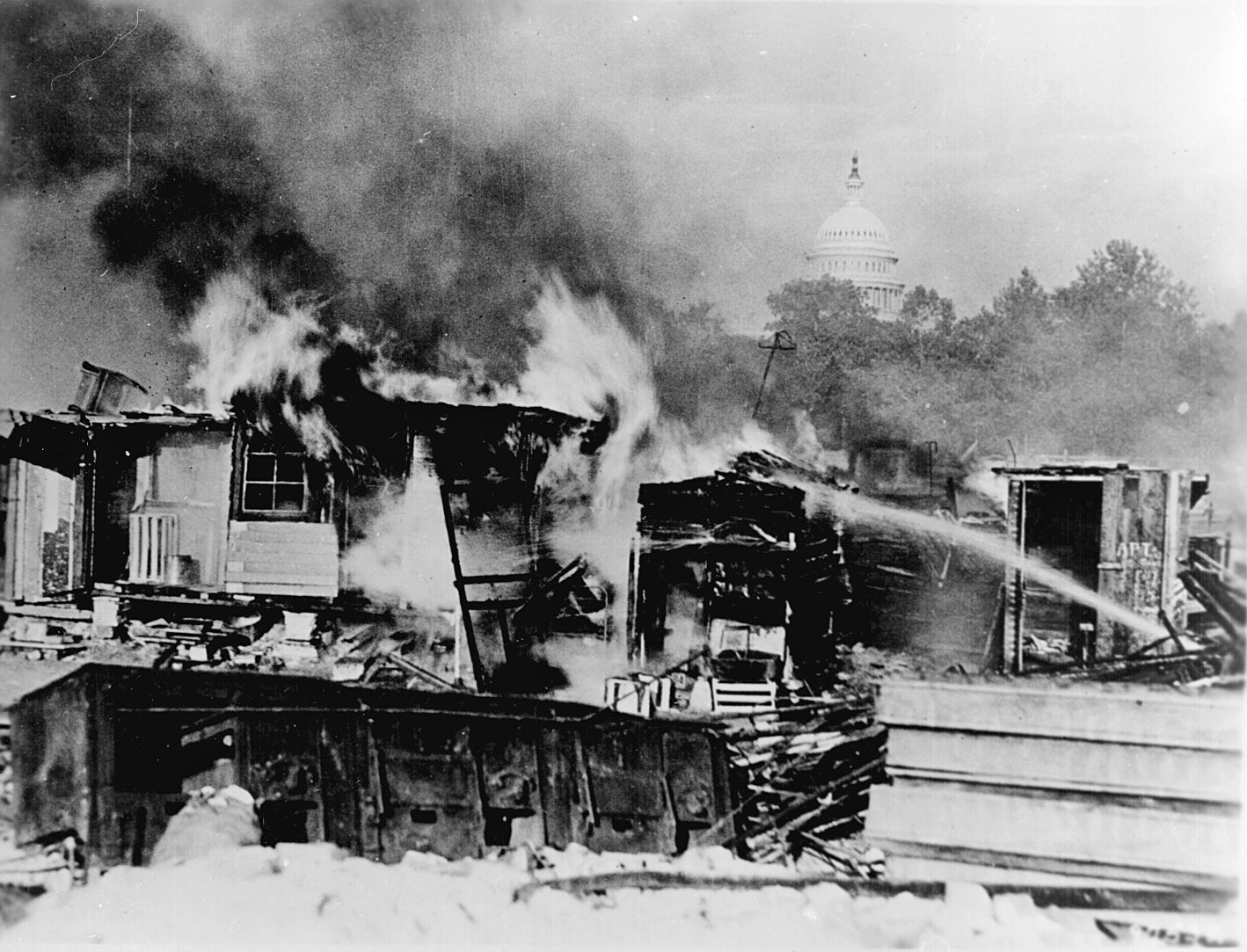
Brennendes Camp der „Bonus-Army“

- 28. Juli: Präsident Herbert Hoover lässt die Camps der Bonus Army entlang des Anacostia Rivers vor der Bundeshauptstadt Washington militärisch unter Einsatz von Tränengas, gepflanzten Bajonetten und Panzern unter dem Befehl von Douglas MacArthur räumen. Bei den friedlichen Protestierenden handelt es sich um Veteranen aus dem Ersten Weltkrieg, die eine frühzeitige Auszahlung ihrer eigentlich erst 1945 fälligen Bonuszahlungen angesichts der wirtschaftlichen Not der Great Depression fordern, was der Kongress ablehnt. Das von weiten Teilen der amerikanischen Bevölkerung als besonders herzlos empfundene brutale Vorgehen gegen Mitbürger in großer wirtschaftlicher Not kostet den wenig beliebten Hoover weitere Sympathien und trägt zum Erdrutschsieg Roosevelts im Herbst bei.
- 8. November: Bei der Präsidentschaftswahl in den Vereinigten Staaten 1932 wird Franklin D. Roosevelt als Kandidat der Demokratischen Partei zum neuen amerikanischen Präsidenten gewählt. Mit deutlicher Mehrheit schlägt er Amtsinhaber Herbert Hoover.

#### Lateinamerika
- 1. September: Der Kolumbianisch-Peruanische Krieg beginnt.

#### Ozeanien
- 26. Oktober: In Nauru wird das erste Angam gefeiert.

#### Internationale Konferenzen und Ereignisse
- 2. Februar bis 10. Dezember: Internationale Abrüstungskonferenz in Genf
- 12. Oktober: Die Flagge der Hispanität wird erstmals gehisst.

### Wirtschaft
- 17. Januar: Im Deutschen Reich beginnt das Nummerieren der wichtigsten Fernverkehrsstraßen, um die schnelle Orientierung zu erleichtern.
- 26. Januar: Ernest Lawrence beantragt in den USA für das von ihm erfundene Zyklotron Patentschutz, der ihm am 20. Februar 1934 gewährt wird.
- 2. April: Der Barmer Bankverein und die Commerzbank AG fusionieren rückwirkend zum 1. Januar 1932
- 20. Juni: Im Benelux-Abkommen beschließen die Niederlande, Belgien und Luxemburg den Abbau ihrer Zollschranken.
- Juni: Das Wörgler Schwundgeld wird ins Leben gerufen.

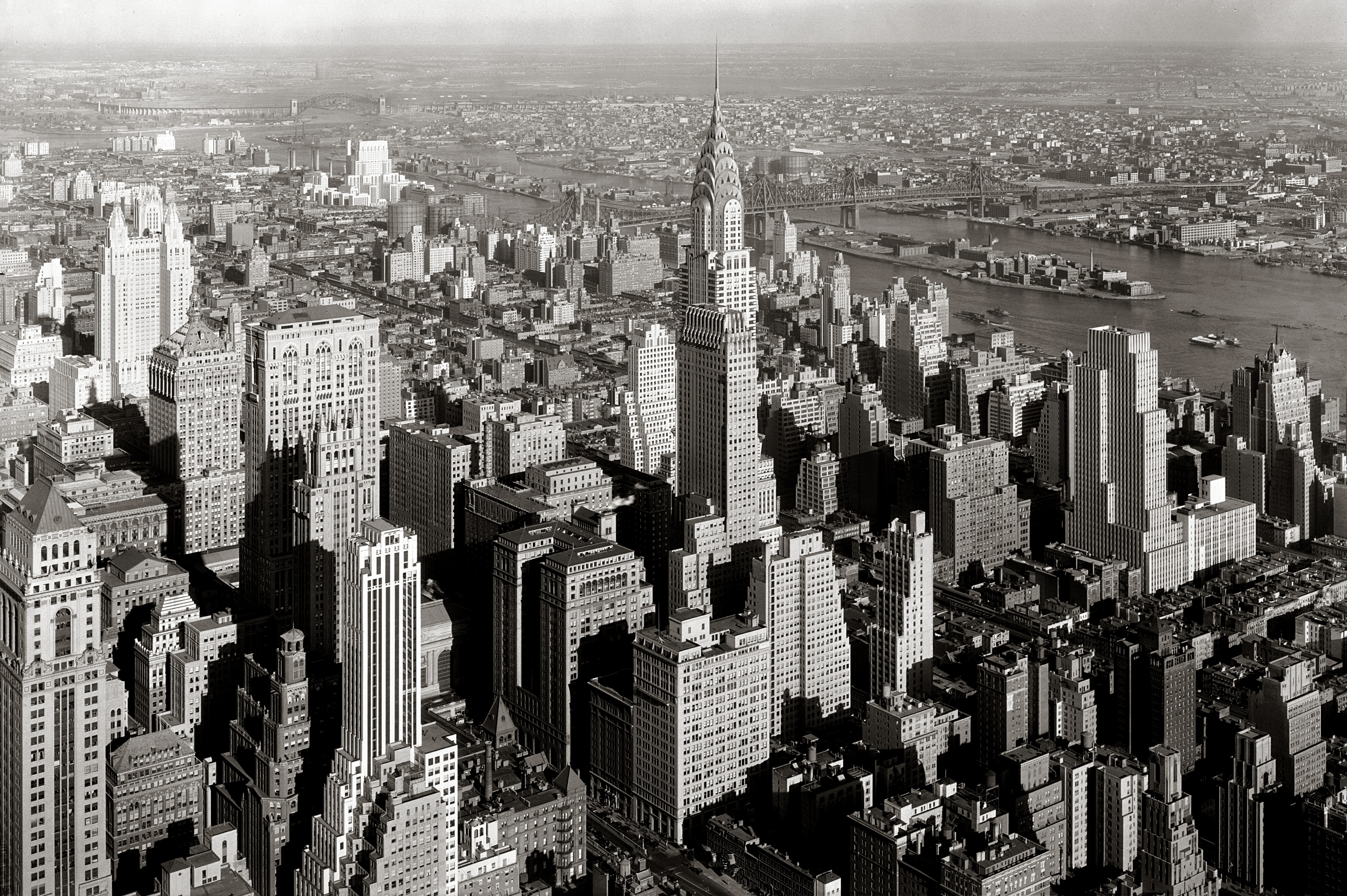
Ansicht von New York City 1932

- 8. Juli: Der Dow-Jones-Index in den USA erreicht in der Zeit der Weltwirtschaftskrise seinen historisch niedrigsten Stand mit 41,22 Punkten.
- 6. August: Die erste öffentliche Autobahn, die heutige Bundesautobahn 555 zwischen Köln und Bonn wird vom Kölner Oberbürgermeister Konrad Adenauer eröffnet.
- 19. Dezember: Bei einer Probefahrt verkürzt der Fliegende Hamburger die Reisezeit auf der Bahnstrecke zwischen Berlin und Hamburg auf 142 Minuten. Der Schnelltriebwagen wird ab dem 15. Mai 1933 fahrplanmäßig eingesetzt.

### Wissenschaft und Technik
- 27. Februar: Die Zeitschrift Nature veröffentlicht einen Artikel von James Chadwick, der darin die Existenz des Neutrons beschreibt.
- 18. März: In Sydney wird die Hafenbrücke (Harbour Bridge), mit einer Spannweite von 495,6 m längste Bogenbrücke der Welt, eingeweiht.
- 20. Mai: Amelia Earhart überfliegt als erste Frau im Alleinflug den Atlantik.
- 28. Mai: Die Fertigstellung des Abschlussdeichs macht die niederländische Zuidersee zum Binnengewässer.
- 2. August: Erstes Positron wird von Carl David Anderson entdeckt.
- 6. August: Der Wellandkanal zwischen Eriesee und Ontariosee wird eröffnet.
- Die Sendeanlage Ismaning wird errichtet.
- Das Komet-Verfahren zur Herstellung von Löschschaum, wird 1932 durch Clemens Wagner patentiert.

### Kultur

#### Bildende Kunst
- Gründung des Courtauld Institute of Art
- Gründung des Tel Aviv Museum of Art

#### Film
- 17. März: Der französische Antikriegsfilm Les Croix de Bois (Die hölzernen Kreuze) von Raymond Bernard, der auf der gleichnamigen Autobiografie von Roland Dorgelès basiert, hat in Anwesenheit von Staatspräsident Paul Doumer im Moulin Rouge seine Uraufführung. Der Film wird noch im gleichen Jahr durch die Bayerische Filmgesellschaft m.b.H. im Emelka Konzern in die deutschen Kinos gebracht, aber bereits 1933 wegen „Gefährdung lebenswichtiger Interessen des Staates“ verboten.
- 25. März: Im Film Tarzan, der Affenmensch verkörpert der Schwimmolympiasieger Johnny Weissmüller zum ersten Mal den Urwaldmenschen Tarzan.
- 30. Juli: Der in Technicolor produzierte Kurzfilm Flowers and Trees wird in der Reihe der Silly-Symphonies-Filme uraufgeführt. Er wird später Walt Disney den ersten Oscar in der Rubrik Bester animierter Kurzfilm einbringen.
- 6. August: Die Filmfestspiele von Venedig finden zum ersten Mal statt.
- 18. August: Als Erster Operntonfilm – Welturaufführung angekündigt hat der Film Die verkaufte Braut, entstanden unter der Regie von Max Ophüls, in München Premiere.

#### Musik und Theater
- 14. Februar: Uraufführung der musikalischen Tragikomödie Der gewaltige Hahnrei von Berthold Goldschmidt in Mannheim
- 16. März: Uraufführung der Oper Maria Egiziaca von Ottorino Respighi an der Carnegie Hall in New York
- 17. März: Uraufführung der Oper La donna serpente (Die Frau als Schlange) von Alfredo Casella am Teatro Reale in Rom
- 1. April: Uraufführung des Singspiels Wenn die kleinen Veilchen blühen von Robert Stolz am Prinzessin-Theater in Den Haag
- 6. September: Uraufführung der Oper La favola d’Orfeo (Die Geschichte von Orpheus) von Alfredo Casella am Teatro Goldoni in Venedig
- 29. Oktober: Uraufführung der Oper Der Schmied von Gent von Franz Schreker an der Deutschen Oper Berlin
- 23. November: Uraufführung der Operette Glückliche Reise von Eduard Künneke am Theater am Kurfürstendamm in Berlin
- 10. Dezember: Uraufführung der Operette Venus in Seide von Robert Stolz in Zürich
- 23. Dezember: Uraufführung der Operette Sissy von Fritz Kreisler am Theater an der Wien in Wien
- 23. Dezember: Uraufführung der Operette Ball im Savoy von Paul Abraham im Metropol-Theater in Berlin

#### Sonstiges
- 22. März: Feiern zum 100. Todestag Goethes, Höhepunkt des „Goethejahres“
- 26. Juni: In Birsfelden bei Basel wird die erste Jungwacht-Schar gegründet.
- 27. Dezember: Mit einer spektakulären Bühnenshow wird die Radio City Music Hall In New York City für das Publikum geöffnet. Die damit angestrebte Rückkehr zum hochklassigen Varieté scheitert jedoch.

### Gesellschaft
- 1. März: Entführung und Ermordung des Säuglings von Charles und Anne Lindbergh
- 28. September: Mit dem Zwickelerlass sagt Preußen anstößiger Badebekleidung den Kampf an.

### Katastrophen
- 16. Mai: 54 Passagiere sterben, als im Golf von Aden der französische Luxusdampfer Georges Philippar auf der Rückreise seiner Jungfernfahrt Feuer fängt und ausbrennt.
- 3. Juni: Erdbeben der Stärke 7,1 in Jalisco, Mexiko, ca. 400 Tote
- 25. Dezember: Erdbeben der Stärke 7,6 in Gansu, China, ca. 70.000 Tote
- Holodomor in der Ukrainischen SSR

Kleinere Unglücksfälle sind in den Unterartikeln von Katastrophe und in der Liste von Katastrophen aufgeführt.

### Sport
- 16. Januar: Die Ligue 1, die höchste Spielklasse im französischen Fußball, wird gegründet. Sie nimmt am 11. September ihren Spielbetrieb auf.
- 14. Februar: Ein Dokument bestätigt die Gründung des liechtensteinischen Fußballvereins FC Vaduz.
- 18. Juni: Der Weltbasketballverband FIBA wird in Genf gegründet.
- 5. bis 17. Juli: Austragung der 2. Grand-Prix-Europameisterschaft
- 17. Juli: Tazio Nuvolari gewinnt die Grand-Prix-Europameisterschaft.
- 30. Juli: Die X. Olympische Sommerspiele in Los Angeles, USA, beginnen.
- 14. Oktober: Der EHC Basel wird gegründet.
- 15. Dezember: Der Eissport Weißwasser wird gegründet (Eishockey in Weißwasser).
- Deutsch-Amerikanische Himalaya-Expedition 1932

### Nobelpreise
| Preis                                   | Person                                | Land                   | Begründung für die Preisvergabe                                                                                             | Bild                      |
| --------------------------------------- | ------------------------------------- | ---------------------- | --- | ------------------------- |
| Nobelpreis für Physik (verliehen 1933)  | Werner Heisenberg (1901–1976)         | Deutsches Reich        | „für die Begründung der Quantenmechanik, deren Anwendung zur Entdeckung der allotropen Formen des Wasserstoffs geführt hat“ | Werner Heisenberg         |
| Nobelpreis für Chemie                   | Irving Langmuir (1881–1957)           | Vereinigte Staaten     | „für seine Entdeckungen und Forschungen im Bereich der Oberflächenchemie“                                                   | Irving Langmuir           |
| Nobelpreis für Physiologie oder Medizin | Charles Scott Sherrington (1857–1952) | Vereinigtes Königreich | „für ihre Entdeckungen auf dem Gebiet der Funktionen der Neuronen“                                                          | Charles Scott Sherrington |
| Nobelpreis für Physiologie oder Medizin | Edgar Douglas Adrian (1889–1977)      | Vereinigtes Königreich | „für ihre Entdeckungen auf dem Gebiet der Funktionen der Neuronen“                                                          | Edgar Douglas Adrian      |
| Nobelpreis für Literatur                | John Galsworthy (1867–1933)           | Vereinigtes Königreich | „für die vornehme Schilderungskunst, die in ‚The Forsyte Saga‘ ihren höchsten Ausdruck findet“                              | John Galsworthy           |
| Friedensnobelpreis                      | nicht verliehen                       |                        | |                           |

## Geboren

### Januar
- 01. Januar: Thomas Alder, deutscher Schauspieler († 1968)
- 01. Januar: Ferenc Czvikovszky, ungarischer Fechter († 2021)
- 01. Januar: Jan Żurawski, polnischer Ringer († 2023)
- 02. Januar: Marcello Agnoletto, italienischer Fußballspieler
- 03. Januar: Dabney Coleman, US-amerikanischer Schauspieler († 2024)
- 03. Januar: Robert Hughes, Baron Hughes of Woodside, britischer Politiker († 2022)
- 03. Januar: Eeles Landström, finnischer Leichtathlet († 2022)
- 03. Januar: Coo Coo Marlin, US-amerikanischer Automobilrennfahrer († 2005)
- 03. Januar: Yolanda Montes, Tongolele, US-amerikanische Tänzerin, Schauspielerin und Sängerin († 2025)
- 03. Januar: Klaus Murmann, deutscher Unternehmer und Arbeitgeberfunktionär († 2014)
- 04. Januar: Aino Isomäki, finnische Leichtathletin († 2022)
- 04. Januar: Carlos Saura, spanischer Filmregisseur († 2023)
- 04. Januar: Paul Virilio, französischer Philosoph und Medienkritiker († 2018)
- 05. Januar: Laten Johnny Adams, US-amerikanischer Blues-Sänger († 1998)
- 05. Januar: Umberto Eco, italienischer Schriftsteller, Medienwissenschaftler und Semiotiker († 2016) Umberto Eco, 2010

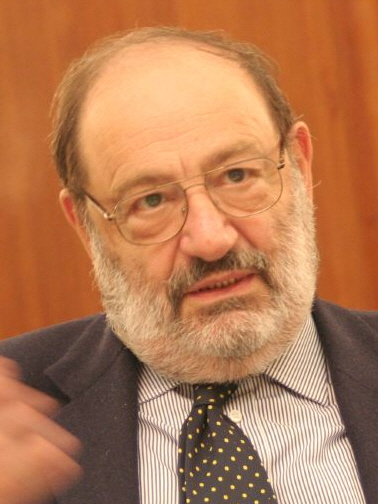
Umberto Eco, 2010

- 05. Januar: Raissa Gorbatschowa, russische Soziologin, Ehefrau von Michail Gorbatschow († 1999)
- 05. Januar: Chuck Noll, US-amerikanischer American-Football-Spieler und -Trainer († 2014)
- 06. Januar: Fang-hua Li, chinesische Physikerin
- 06. Januar: José Saraiva Martins, Kardinal der römisch-katholischen Kirche
- 06. Januar: Max Streibl, deutscher Politiker († 1998)
- 06. Januar: Udo Vioff, deutscher Schauspieler († 2018)
- 07. Januar: Hugh Orr, kanadischer Flötist, Musikpädagoge und Instrumentenbauer
- 08. Januar: Wladlen Wereschtschetin, russischer Rechtswissenschaftler († 2024)
- 09. Januar: Elliot Aronson, US-amerikanischer Psychologe
- 09. Januar: Ira William Zartman, US-amerikanischer Politikwissenschaftler († 2025)
- 10. Januar: No Kum-sok, Leutnant der nordkoreanischen Luftwaffe († 2022)
- 11. Januar: Alfonso Arau, mexikanischer Schauspieler, Produzent und Regisseur
- 11. Januar: Richard Aylmer, britischer Skilangläufer († 2023)
- 11. Januar: Eduardo Barbeiro, portugiesischer Schwimmer und Wasserballspieler († 2022)
- 11. Januar: Klaus Stern, deutscher Rechtswissenschaftler († 2023)
- 12. Januar: Christoph Caskel, deutscher Konzertschlagzeuger und Musikpädagoge († 2023)
- 12. Januar: Hrvoje Kačić, jugoslawischer Wasserballspieler, Rechtswissenschaftler und Politiker († 2023)
- 12. Januar: Lammert Leertouwer, niederländischer Kirchenhistoriker und reformierter Theologe († 2024)
- 12. Januar: Des O’Connor, britischer Entertainer und Sänger († 2020)
- 13. Januar: Joseph Kardinal Zen Ze-kiun, Bischof von Hongkong
- 14. Januar: Olaf Koch, deutscher Dirigent und Hochschullehrer († 2001)
- 15. Januar: Kenny Parchman, US-amerikanischer Rockabilly-Musiker († 1999)
- 16. Januar: Keiko Ai, japanische Schriftstellerin
- 16. Januar: Dian Fossey, US-amerikanische Gorilla-Forscherin († 1985)
- 16. Januar: Henryk Wojnarowski, polnischer Dirigent, Chorleiter und Musikpädagoge
- 18. Januar: Hans-Jürgen Beug, deutscher Botaniker († 2022)
- 18. Januar: Wilhelm Burgsmüller, deutscher Fußballspieler († 2025)
- 18. Januar: Peter Stuhlmacher, deutscher evangelischer Theologe († 2025)
- 18. Januar: Robert Anton Wilson, US-amerikanischer Schriftsteller († 2007)
- 19. Januar: Emmanuelle Arsanevangelischer Theologe, französische Schriftstellerin († 2005)
- 19. Januar: Richard Lester, US-amerikanischer Filmregisseur, Produzent und Autor
- 19. Januar: George MacBeth, schottischer Dichter und Schriftsteller († 1992)
- 19. Januar: Joe Schmidt, US-amerikanischer American-Football-Spieler und -Trainer († 2024)
- 20. Januar: Ferenc Arok, jugoslawischer Fußballspieler und -trainer († 2021)
- 20. Januar: Maurice Rich, australischer Leichtathlet († 2022)
- 21. Januar: Christiane Olivier, französische Psychoanalytikerin und Buchautorin († 2021)
- 22. Januar: Piper Laurie, US-amerikanische Schauspielerin († 2023)
- 22. Januar: Mancur Olson, Wirtschaftswissenschaftler († 1998)
- 23. Januar: Rajmund Ambroziak, polnischer Pianist und Dirigent († 1996)
- 23. Januar: Cyril Davies, britischer Bluesmusiker († 1964)
- 23. Januar: Rolf Heide, deutscher Innenarchitekt und Designer († 2020)
- 23. Januar: James Rado, US-amerikanischer Schauspieler und Autor († 2022)
- 23. Januar: Dietrich Rollmann, deutscher Politiker († 2008)
- 25. Januar: Nikolai Anikin, russischer Skilangläufer († 2009)
- 25. Januar: Marty Engel, US-amerikanischer Leichtathlet († 2022)
- 26. Januar: Alain David, französischer Leichtathlet († 2022)
- 26. Januar: Stanislas Deriemaeker, flämischer Organist und Musikpädagoge († 2024)
- 26. Januar: Coxsone Dodd, jamaikanischer Reggae-Musiker und Schallplattenproduzent († 2004)
- 27. Januar: Hans Rémond, deutsch-schweizerischer Künstler
- 28. Januar: Karl Bilek, deutscher Gynäkologe und Geburtshelfer († 2022)
- 28. Januar: Parry O’Brien, US-amerikanischer Leichtathlet († 2007)
- 28. Januar: Aldo Drosina, kroatischer Fußballspieler und -trainer († 2000)
- 28. Januar: Dieter Groh, deutscher Historiker († 2012)
- 29. Januar: Frank Assunto, US-amerikanischer Bandleader und Trompeter († 1974)
- 29. Januar: José Ayala Lasso, ecuadorianischer Politiker
- 30. Januar: Rino Di Silvestro, italienischer Filmregisseur und Drehbuchautor († 2009)
- 30. Januar: Kazuo Inamori, japanischer Unternehmer († 2022)

### Februar
- 01. Februar: Xavier Perrot, Schweizer Automobilrennfahrer († 2008)
- 01. Februar: John Nott, britischer Politiker († 2024)
- 01. Februar: Stefan Thomas, deutscher Bildhauer († 2025)
- 02. Februar: Franz Kamphaus, Bischof der Diözese Limburg († 2024)
- 04. Februar: Robert Coover, US-amerikanischer Schriftsteller († 2024)
- 04. Februar: Gerhard Friedrich Hund, deutscher Schachspieler, Mathematiker und Informatiker († 2024)
- 04. Februar: Jaroslav Tetiva, tschechoslowakischer Basketballspieler († 2021)
- 04. Februar: Helmut Zatopek, deutscher Fußballspieler († 2016)
- 05. Februar: Cesare Maldini, italienischer Fußballspieler und -trainer († 2016)
- 05. Februar: Shūji Takashina, japanischer Kunsthistoriker († 2024)
- 05. Februar: Uwe Timm, deutscher Autor, Verleger, Zeitschriften-Herausgeber († 2014) Uwe Timm

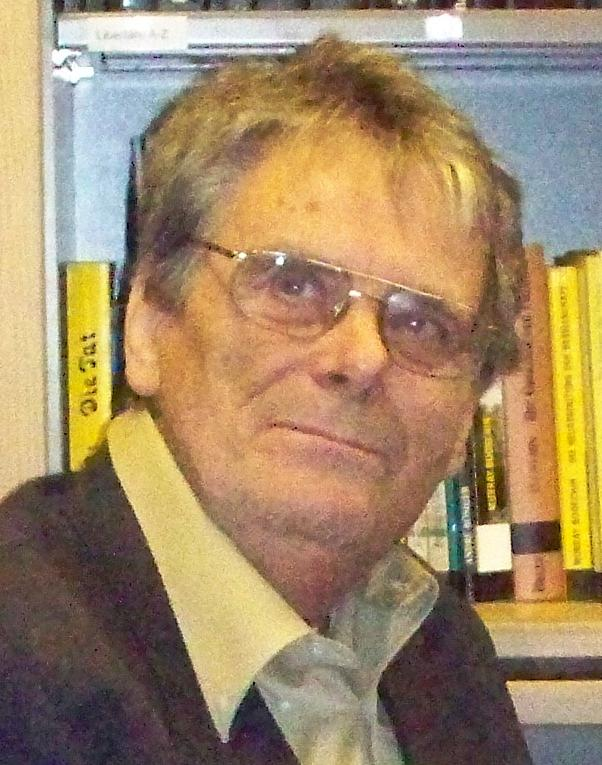
Uwe Timm

- 06. Februar: Ernst Herhaus, deutscher Schriftsteller († 2010)
- 06. Februar: Heinz-Klaus Metzger, deutscher Musiktheoretiker und Musikkritiker († 2009)
- 06. Februar: François Truffaut, französischer Regisseur, Filmkritiker, Schauspieler und Produzent († 1984)
- 07. Februar: Jan Mycielski, polnisch-US-amerikanischer Mathematiker († 2025)
- 07. Februar: Gay Talese, US-amerikanischer Journalist
- 07. Februar: Anton Schlembach, Bischof von Speyer († 2020)
- 07. Februar: Alfred Worden, US-amerikanischer Astronaut († 2020)
- 08. Februar: Cliff Allison, englischer Automobilrennfahrer († 2005)
- 08. Februar: Horst Eckel, deutscher Fußballspieler († 2021)
- 08. Februar: John Williams, US-amerikanischer Komponist

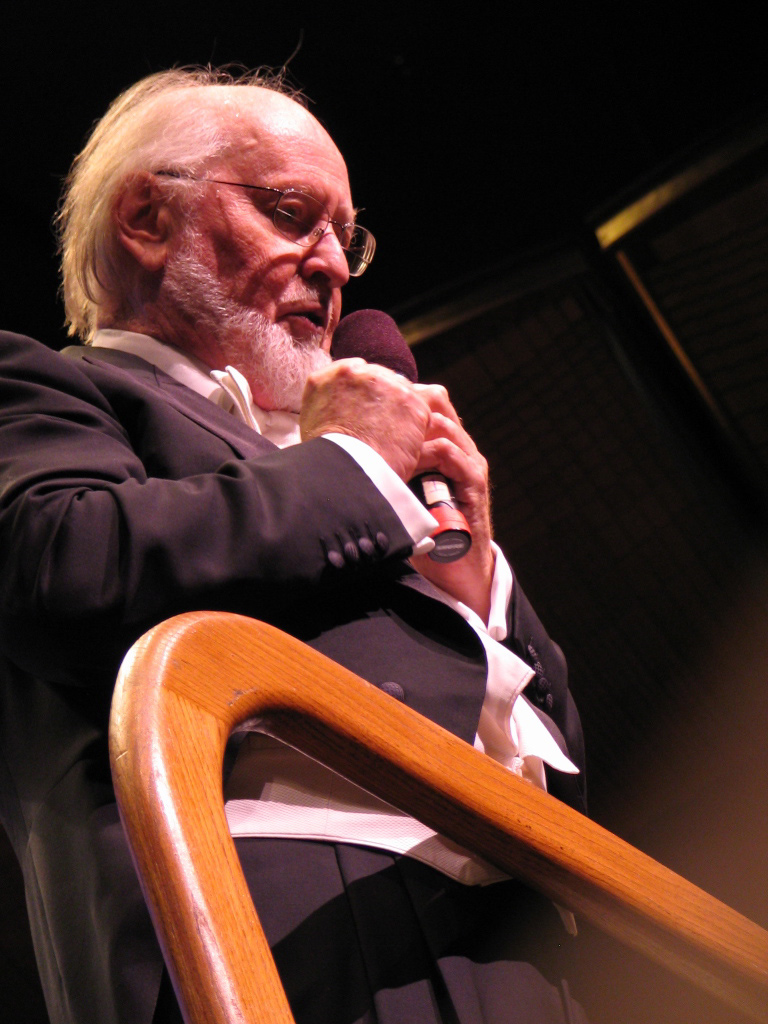
John Williams

- 08. Februar: Ruth Wolf-Rehfeldt, deutsche Künstlerin († 2024)
- 09. Februar: Herbert Deutsch, US-amerikanischer Komponist († 2022)
- 09. Februar: Gerhard Richter, deutscher Maler

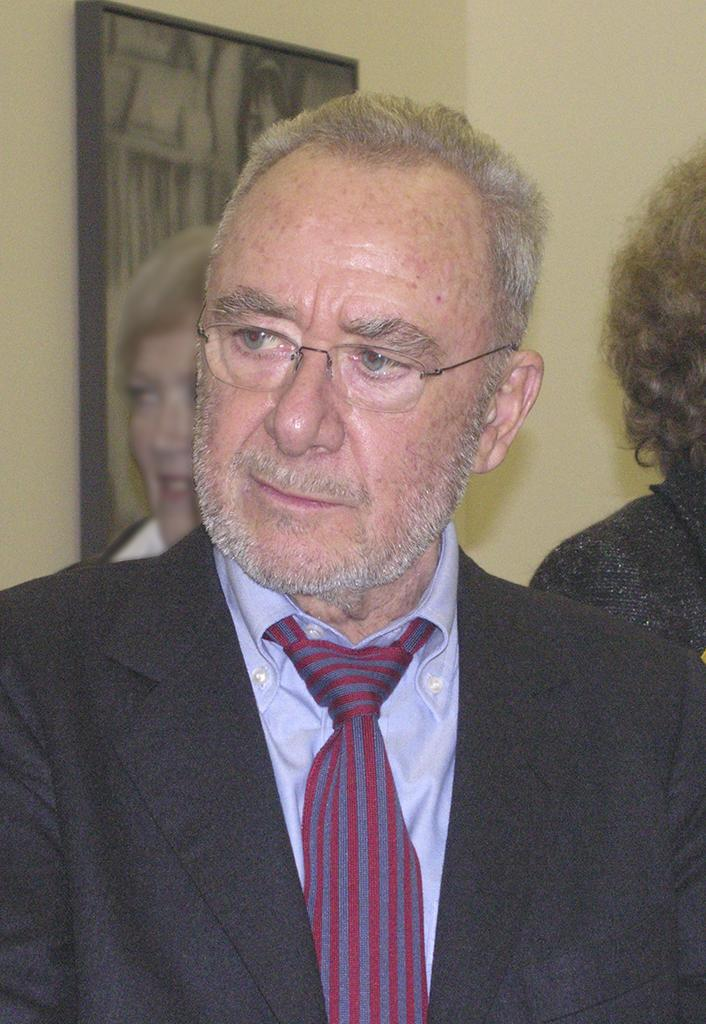
Gerhard Richter, 2005

- 10. Februar: Roland Hanna, US-amerikanischer Jazzpianist († 2002)
- 11. Februar: Tālivaldis Āboliņš, sowjetischer Schauspieler und Sänger († 1991)
- 11. Februar: Liselotte Ebnet, deutsche Operetten- und Musicalsängerin († 2009)
- 11. Februar: Edwin Schwertner, Büroleiter des Politbüros des ZK der SED in der DDR († 2016)
- 12. Februar: Iwan Abadschiew, bulgarischer Gewichtheber und Trainer († 2017)
- 12. Februar: Prinzessin Astrid von Norwegen, Tochter von König Olav V.
- 12. Februar: Robert A. Lutz, US-amerikanischer Manager
- 13. Februar: David Nikolaus Becker, deutscher römisch-katholischer Pfarrer († 2016)
- 13. Februar: Héctor Cabrera, venezolanischer Sänger und Schauspieler († 2003)
- 13. Februar: Günter Männel, deutscher Geheimdienstoffizier und Überläufer († 2003)
- 14. Februar: Harriet Andersson, schwedische Schauspielerin
- 14. Februar: Gerhard Dilcher, deutscher Rechtshistoriker († 2024)
- 14. Februar: Alexander Kluge, deutscher Filmemacher, Schriftsteller und Fernsehautor
- 14. Februar: Alberto Winkler, italienischer Ruderer († 1981)
- 15. Februar: Jørgen Barth-Jørgensen, norwegischer Gewichtheber († 2021)
- 15. Februar: Josef Brukner, tschechischer Schriftsteller, Übersetzer und Filmszenarist († 2015)
- 16. Februar: Aharon Appelfeld, israelischer Schriftsteller († 2018)
- 16. Februar: Joseph Bourdon, französischer Automobilrennfahrer († 2000)
- 16. Februar: Ahmad Tejan Kabbah, sierra-leonischer Politiker († 2014)
- 16. Februar: Leoš Suchařípa, tschechischer Schauspieler, Übersetzer und Theatertheoretiker († 2005)
- 17. Februar: Alexander Askoldow, russischer Filmregisseur und Schriftsteller († 2018)
- 18. Februar: Miloš Forman, tschechischer Regisseur, Schauspieler und Drehbuchautor († 2018)

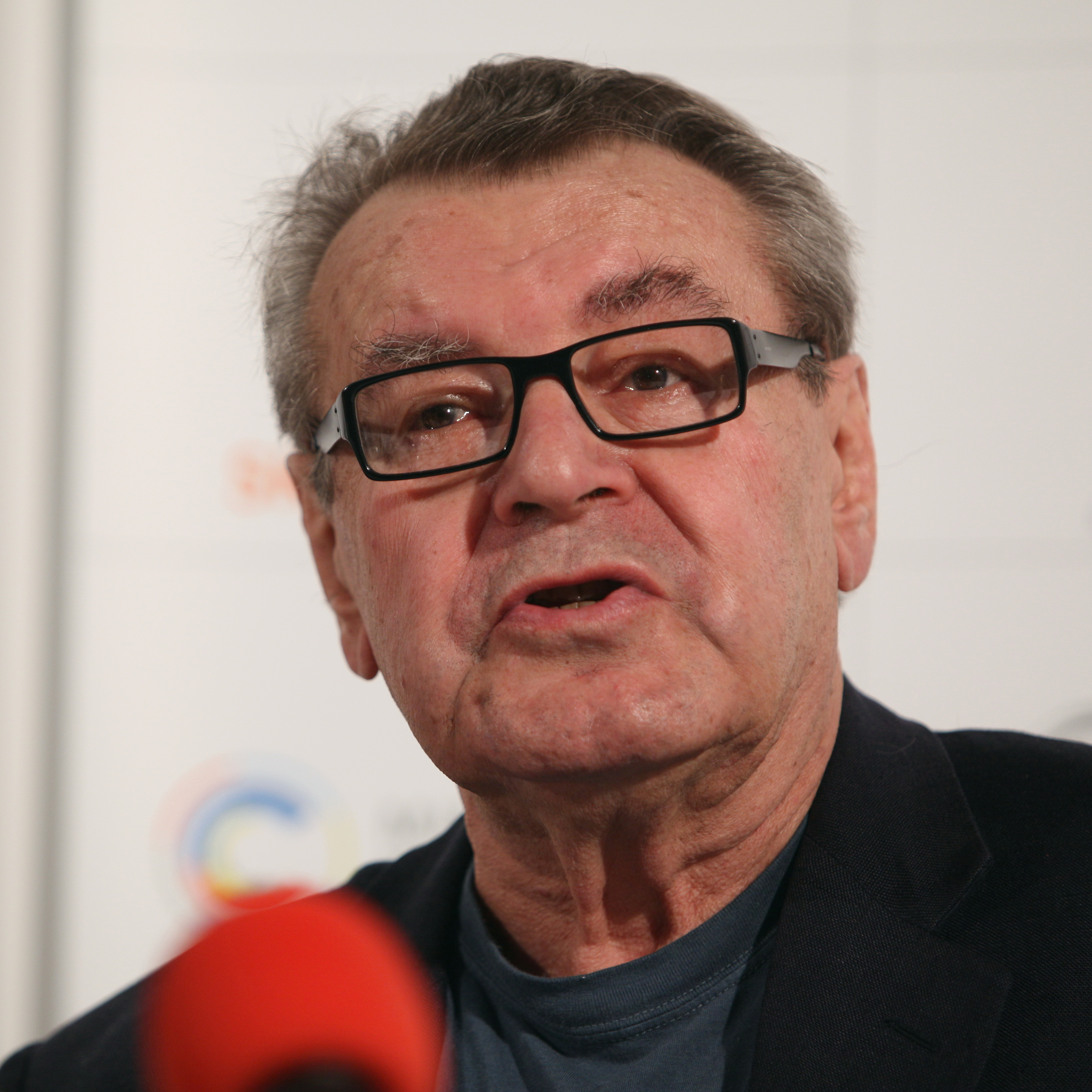
Miloš Forman

- 18. Februar: Andreas Meyer-Hanno, deutscher Musikprofessor und Schwulenaktivist († 2006)
- 18. Februar: Wolfgang Mitzinger, deutscher Minister
- 19. Februar: Noëlle Ailloud, französische Badmintonspielerin († 2021)
- 19. Februar: Alberto Dines, brasilianischer Journalist und Autor († 2018)
- 19. Februar: Paul Kölliker, Schweizer Ruderer und Journalist († 2021)
- 19. Februar: Jean-Pierre Ponnelle, französischer Regisseur, Bühnen- und Kostümbildner († 1988)
- 21. Februar: Cosimo Damiano Fonseca, italienischer Historiker († 2025)
- 22. Februar: Edward Kennedy, US-amerikanischer Politiker († 2009)
- 22. Februar: Fathia Nkrumah, ägyptische Lehrerin, Bankangestellte und Ehefrau von Kwame Nkrumah und somit erste First Lady von Ghana († 2007)
- 22. Februar: Robert Opron, französischer Architekt und Automobildesigner († 2021)
- 23. Februar: Majel Barrett, US-amerikanische Schauspielerin († 2008)
- 23. Februar: Hansheiri Dahinden, Schweizer Politiker und Liedermacher († 2022)
- 24. Februar: Jean Kerléo, französischer Parfümeur († 2025)
- 24. Februar: Michel Legrand, französischer Komponist und Pianist († 2019)
- 24. Februar: Zell Miller, US-amerikanischer Politiker († 2018)
- 24. Februar: John Vernon, kanadischer Schauspieler († 2005)
- 25. Februar: Hans Apel, deutscher Politiker († 2011)
- 25. Februar: Tony Brooks, britischer Automobilrennfahrer († 2022)
- 25. Februar: Bruno Menzel, deutscher Politiker († 1996)
- 25. Februar: Faron Young, US-amerikanischer Country-Sänger († 1996)
- 26. Februar: Arthur Auer, deutscher Politiker († 2020)
- 26. Februar: Johnny Cash, US-amerikanischer Country-Musiker († 2003)

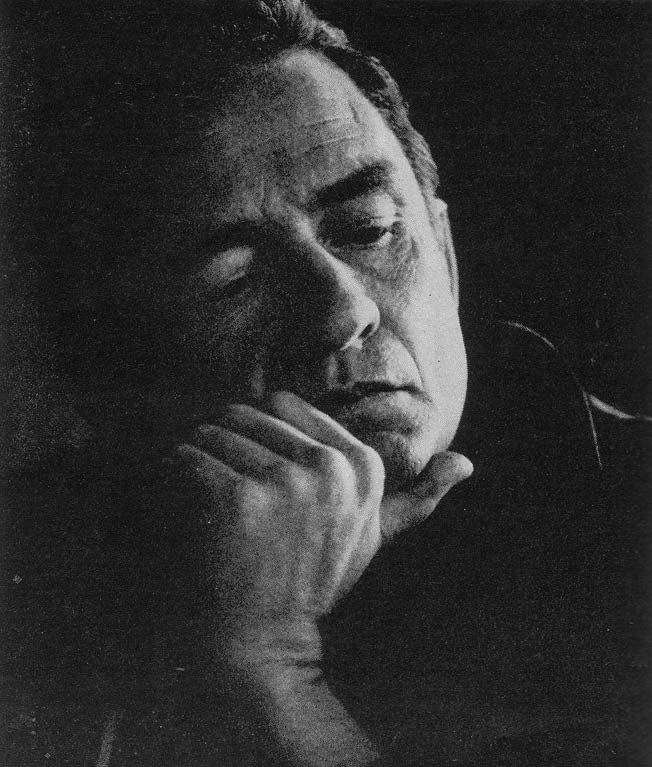
Johnny Cash, 1969

- 27. Februar: Roger Boutry, französischer Komponist († 2019)
- 27. Februar: Gerhard Braun, deutscher Musiker († 2016)
- 27. Februar: Ernst Hinterseer, österreichischer Skirennläufer
- 27. Februar: László Sárosi, ungarischer Fußballspieler und -trainer († 2016)
- 27. Februar: Elizabeth Taylor, US-amerikanisch-britische Schauspielerin († 2011)

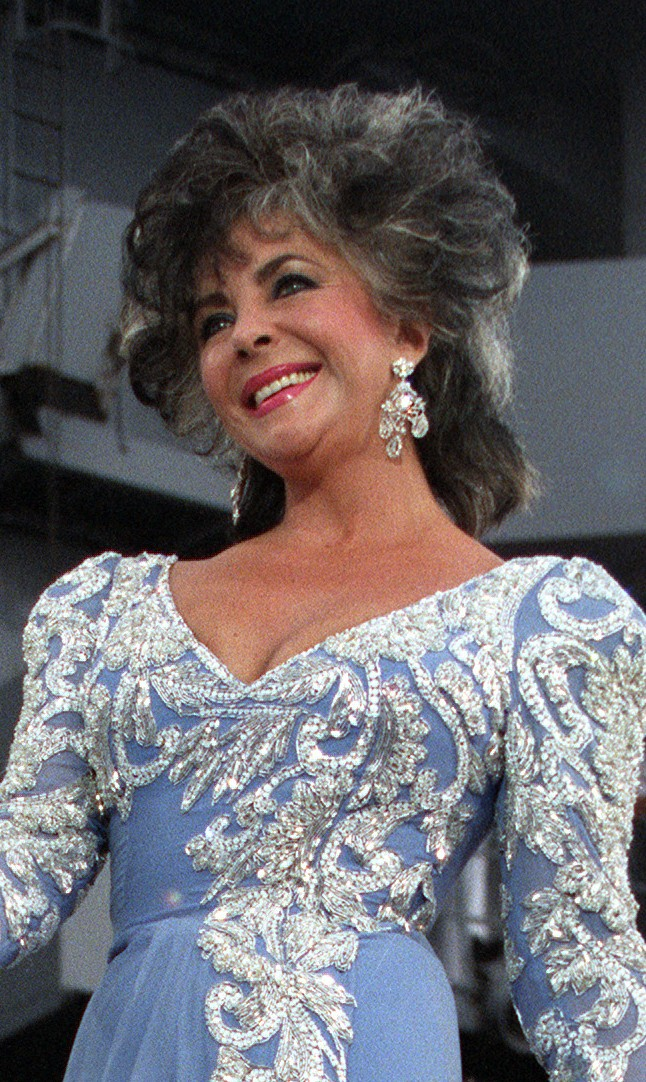
Elizabeth Taylor, 1986

- 28. Februar: Noel Cantwell, irischer Fußball- und Cricketspieler († 2005)
- 28. Februar: Don Francks, kanadischer Schauspieler († 2016)
- 28. Februar: Gustav Ginzel, deutsch-tschechischer Bergsteiger und Reisender († 2008)
- 29. Februar: Masten Gregory, US-amerikanischer Automobilrennfahrer († 1985)

### März
- 01. März: Pierre Rabischong, französischer Neuroanatom († 2025)
- 01. März: Adalbert Schmitt, deutscher Unternehmer und Gastronom († 2005)
- 01. März: Gustav Trampe, deutscher Fernsehjournalist († 2006)
- 02. März: Jacob Austin, kanadischer Politiker
- 02. März: Barclay Palmer, britischer Leichtathlet († 2020)
- 02. März: Josef Šorm, tschechoslowakischer Volleyballspieler († 2022)
- 03. März: Franz von Kutschera, deutscher Philosoph
- 04. März: Ryszard Kapuściński, polnischer Journalist und Schriftsteller († 2007)
- 04. März: Miriam Makeba, südafrikanische Sängerin († 2008)
- 04. März: Diana McIntosh, kanadische Pianistin, Komponistin und Performancekünstlerin († 2022)
- 04. März: Georgi Antonowitsch Schtil, sowjetischer bzw. russischer Schauspieler
- 05. März: Valentin Argirov, deutscher Arzt und Romanautor
- 06. März: Anna, Wolfskind aus Pennsylvania († 1942)
- 06. März: Martin Brecht, deutscher Theologe und Kirchenhistoriker († 2021)
- 06. März: Gisela Bulla, deutsche Archäologin, Autorin und Politikerin († 2018)
- 06. März: Bronisław Geremek, polnischer Historiker und Politiker († 2008)
- 06. März: Richard Gradley, britischer Turner († 2022)
- 06. März: Hansjörg Häfele, deutscher Politiker († 2025)
- 08. März: Alain Bernaud, französischer Komponist († 2020)
- 08. März: Erling Blöndal Bengtsson, dänischer Cellist († 2013)
- 08. März: Gerard Kennedy, australischer Schauspieler († 2025)
- 08. März: Franz Müller-Heuser, deutscher Konzertsänger († 2010)
- 09. März: Gerfried Appelt, deutscher Geodät, Verwaltungsbeamter und Hochschullehrer († 2022)
- 09. März: Abderrahmane Boubekeur, algerisch-französischer Fußballspieler und -trainer († 1999)
- 09. März: Rodolfo Quezada Toruño, Erzbischof von Guatemala und Kardinal († 2012)
- 11. März: Yvonne Barr, irisch-australische Virologin († 2016)
- 11. März: Leroy Jenkins, US-amerikanischer Komponist († 2007)
- 11. März: René Morel, französisch-amerikanischer Geigenbauer († 2011)
- 12. März: Andrew Young, US-amerikanischer Bürgerrechtsaktivist
- 12. März: Annemarie Zornack, deutsche Lyrikerin († 2023)
- 13. März: Taras Hunczak, ukrainisch-amerikanischer Historiker († 2024)
- 13. März: Gerti Pall, österreichische Schauspielerin († 2025)
- 15. März: Alan Bean, US-amerikanischer Astronaut († 2018)
- 15. März: Jerzy Hoffman, polnischer Filmregisseur
- 15. März: Albert Pütz, deutscher Jurist und Schriftsteller († 2008)
- 16. März: Walter Cunningham, US-amerikanischer Astronaut († 2023)
- 16. März: Kurt Diemberger, österreichischer Bergsteiger
- 17. März: Fred Gamble, US-amerikanischer Automobilrennfahrer († 2024)
- 17. März: E. R. Nele, deutsche Bildhauerin und Grafikerin
- 18. März: John Updike, US-amerikanischer Schriftsteller († 2009)
- 20. März: Giovanni Lievore, italienischer Speerwerfer († 2025)
- 20. März: Jürgen Warnke, deutscher Politiker († 2013)
- 21. März: Hans Georg Fuchs, österreichischer Politiker und Industrieller († 2020)
- 21. März: Walter Gilbert, US-amerikanischer Physiker und Biochemiker
- 22. März: Els Borst, niederländische Medizinerin und Politikerin († 2014)
- 22. März: Larry Evans, US-amerikanischer Schachgroßmeister († 2010)
- 22. März: Billy Hagan, Unternehmer, Automobilrennfahrer und Rennstallbesitzer († 2007)
- 23. März: Khurshid Ahmad, pakistanischer Ökonom († 2025)
- 23. März: Gustavo Giagnoni, italienischer Fußballspieler und -trainer († 2018)
- 24. März: Helmut Lippelt, deutscher Politiker († 2018)
- 24. März: Claus Peter Witt, deutscher Fernsehregisseur und Drehbuchautor († 2017)
- 25. März: Wolfgang Helfrich, deutscher Physiker
- 25. März: Fujiya Matsumoto, japanischer Regattasegler († 2022)
- 25. März: Wiesław Myśliwski, polnischer Schriftsteller
- 26. März: Luke Askew, US-amerikanischer Schauspieler († 2012)
- 26. März: Alfredo Ferrari, italienischer Ingenieur († 1956)
- 26. März: Stefan Wigger, deutscher Schauspieler und Synchronsprecher († 2013)
- 27. März: Heinrich E. Weber, deutscher Vegetationskundler und Musikwissenschaftler († 2020)
- 29. März: Gerd Baltus, deutscher Schauspieler († 2019)
- 30. März: Ted Morgan, französisch-US-amerikanischer Autor († 2023)
- 31. März: Hans-Joachim Arnold, deutscher Mathematiker und Hochschullehrer († 2006)
- 31. März: John Jakes, US-amerikanischer Schriftsteller († 2023)
- 31. März: Nagisa Ōshima, japanischer Filmregisseur († 2013)
- 31. März: Humberto Selvetti, argentinischer Gewichtheber († 1992)
- 31. März: Wolfgang Würfel, deutscher Grafiker, Illustrator und Maler

### April
- 01. April: Norman Abramson, US-amerikanischer Ingenieur und Informatiker († 2020)
- 01. April: Mohammad Ebrahim Ardjomandi, persischer Psychoanalytiker, Gruppenanalytiker und Facharzt († 2023)
- 01. April: Debbie Reynolds, US-amerikanische Schauspielerin und Sängerin († 2016) Debbie Reynolds

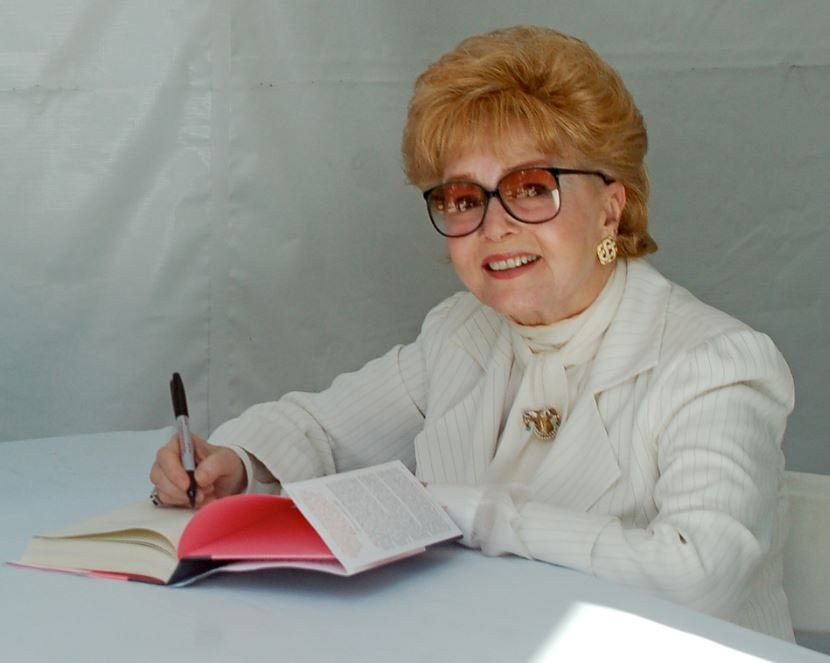
Debbie Reynolds

- 01. April: Jiří Smutný, tschechischer Komponist, Dirigent und Musikpädagoge
- 02. April: Diane Cilento, australische Schauspielerin († 2011)
- 02. April: Edward Michael Egan, Erzbischof von New York und Kardinal († 2015)
- 03. April: Sepp Neumayr, österreichischer Komponist († 2020)
- 03. April: Margarita Xhepa, albanische Schauspielerin († 2025)
- 02. April: Siegfried Rauch, deutscher Schauspieler († 2018)
- 04. April: Antonio Juan Baseotto, argentinischer römisch-katholischer Bischof († 2025)
- 04. April: Anthony Perkins, US-amerikanischer Schauspieler († 1992) Anthony Perkins

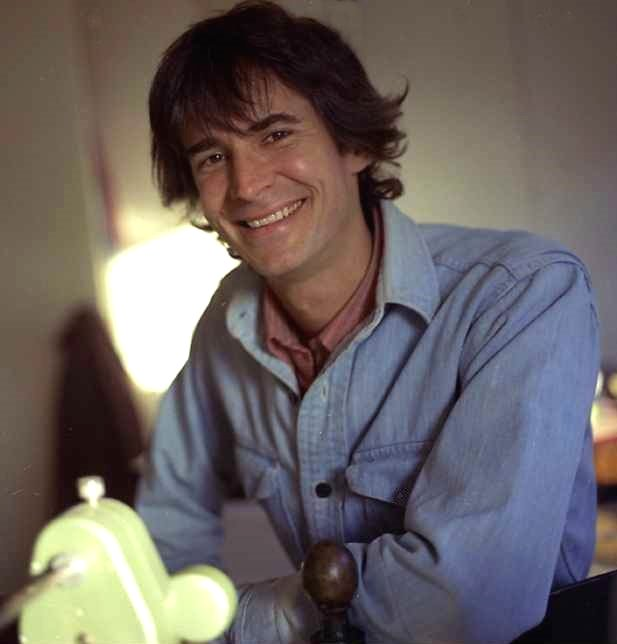
Anthony Perkins

- 04. April: Andrei Tarkowski, sowjetischer Regisseur († 1986)
- 05. April: Bernard Consten, französischer Automobilrennfahrer († 2017)
- 05. April: Bora Ćosić, serbischer Schriftsteller
- 05. April: Hans-Georg Fritz, deutscher Politiker
- 05. April: Jochen Ziem, deutscher Schriftsteller († 1994)
- 06. April: Helmut Griem, deutscher Schauspieler († 2004)
- 06. April: Günter Herburger, deutscher Schriftsteller († 2018)
- 07. April: Cal Smith, US-amerikanischer Country-Musiker († 2013)
- 08. April: József Antall, ungarischer Politiker († 1993)
- 08. April: Helmut Faßke, sorbischer Sprachwissenschaftler († 2024)
- 08. April: Albrecht Greiner-Mai, deutscher Kunstglasbläser, Glasgestalter und Glaskünstler († 2012)
- 08. April: Humberto Rosa, argentinisch-italienischer Fußballspieler und -trainer († 2017)
- 09. April: Hans Dieter Beck, deutscher Verleger († 2025)
- 09. April: Richard Hoisl, deutscher Geodät und Universitätsprofessor
- 09. April: Carl Perkins, US-amerikanischer Rockabilly-Musiker († 1998)
- 09. April: Helmut Wolff, deutscher Maler und Bildhauer († 2015)
- 10. April: Mae Faggs, US-amerikanische Leichtathletin und Olympiasiegerin († 2000)
- 10. April: Omar Sharif, ägyptischer Schauspieler († 2015) Omar Sharif, 2009

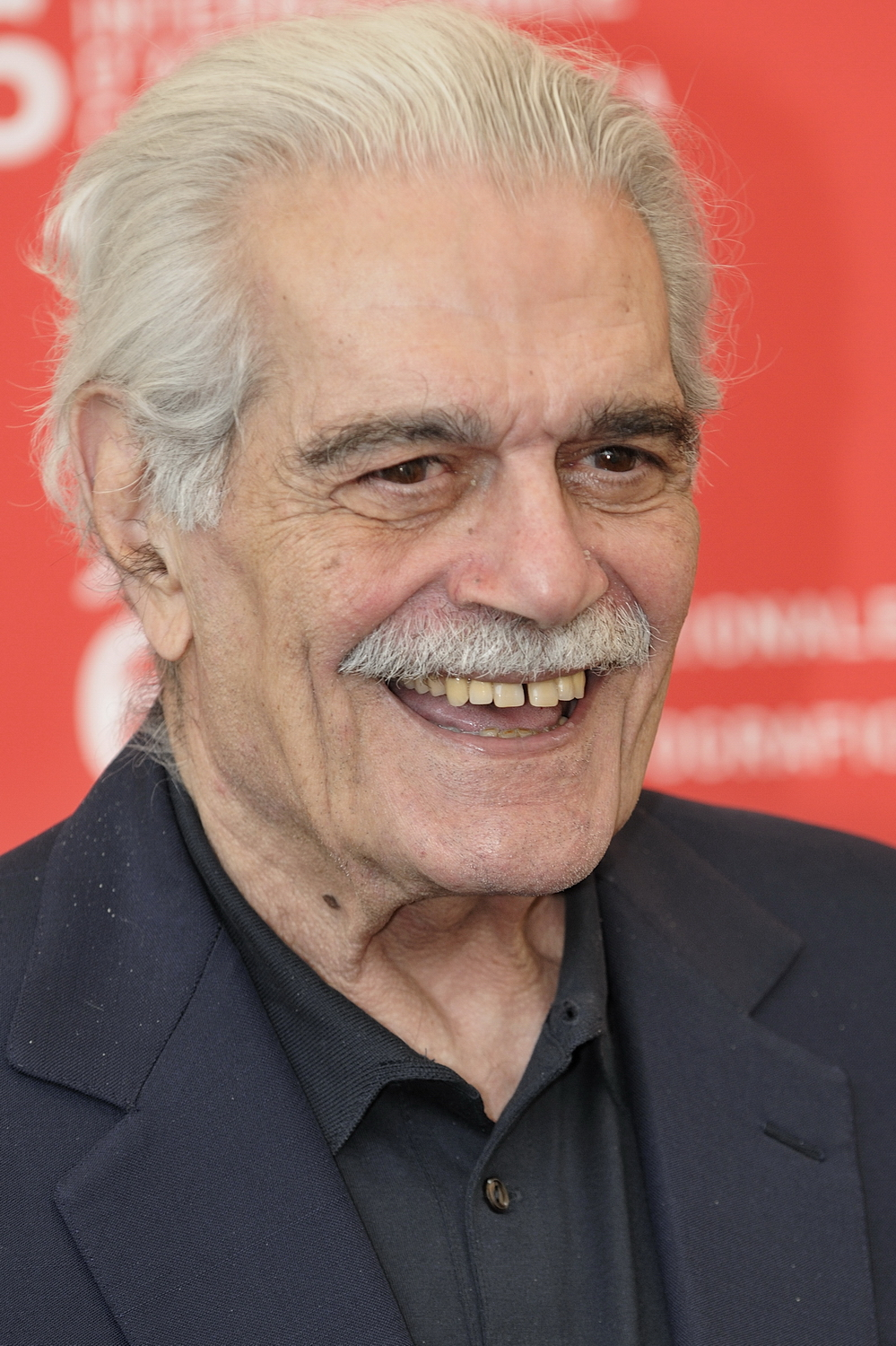
Omar Sharif, 2009

- 10. April: Blaze Starr, US-amerikanische Burlesque-Tänzerin und Stripperin († 2015)
- 11. April: Eduard Alexejewitsch Asaba, sowjetischer Schachkomponist († 1988)
- 11. April: Joel Grey, US-amerikanischer Schauspieler
- 12. April: Lakshman Kadirgamar, sri-lankischer Politiker († 2005)
- 12. April: Jean-Pierre Marielle, französischer Schauspieler († 2019)
- 14. April: Atif Abaid, ägyptischer Ministerpräsident († 2014)
- 15. April: Eva Figes, britische Schriftstellerin, Sozialkritikerin und Aktivistin gegen die traditionelle realistische Literatur († 2012)
- 15. April: Yoshie Hamamatsu, japanische Leichtathletin († 2022)
- 16. April: Henk Schouten, niederländischer Fußballspieler († 2018)
- 17. April: Rolf Schneider, deutscher Schriftsteller
- 17. April: Jiří Strejc, tschechischer Komponist, Organist, Chorleiter und Musikpädagoge († 2010)
- 18. April: Hans Peter Stihl, deutscher Unternehmer
- 18. April: Francesco Zagatti, italienischer Fußballspieler und -trainer († 2009)
- 19. April: Fernando Botero, kolumbianischer Maler und Künstler († 2023)
- 19. April: Andrea Mead-Lawrence, US-amerikanische Skifahrerin († 2009)
- 20. April: Martin Richard Hoffmann, US-amerikanischer Politiker († 2014)
- 21. April: Elaine May, US-amerikanische Schauspielerin und Autorin
- 21. April: Angela Mortimer, englische Tennisspielerin
- 22. April: Roque Ablan Jr., philippinischer Politiker († 2018)
- 22. April: Aino Pervik, estnische Schriftstellerin († 2025)
- 22. April: Isao Tomita, japanischer Musiker und Komponist († 2016)
- 22. April: Donald L. Turcotte, US-amerikanischer Geophysiker († 2025)
- 23. April: Harald Fritz Aurich, deutscher Biochemiker († 2005)
- 23. April: Hansl Krönauer, deutscher Komponist und Sänger († 2011)
- 24. April: Wladimir Jengibarjan, sowjetischer Boxer († 2013)
- 25. April: Nikolai Kardaschow, russischer Astrophysiker († 2019)
- 25. April: Gerhard Vohwinkel, deutscher Jazzmusiker († 2025)
- 25. April: Roberto Yanés, argentinischer Sänger († 2019)
- 26. April: Roland Dressel, deutscher Kameramann († 2021)
- 26. April: Francis Lai, französischer Komponist, Akkordeonist und Oscar-Preisträger († 2018)
- 26. April: Manuel Zarzo, spanischer Schauspieler († 2025)
- 27. April: Anouk Aimée, französische Filmschauspielerin († 2024)
- 27. April: Rolf Anschütz, deutscher Gastronom († 2008)
- 27. April: Horst Aschermann, deutscher Bildhauer und Professor für Kunst († 2005)
- 27. April: Pik Botha, südafrikanischer Politiker († 2018)
- 27. April: Otto-Heinrich Elias, deutscher Historiker und Herausgeber († 2020)
- 27. April: Casey Kasem, US-amerikanischer Hörfunkmoderator und Sprecher († 2014)
- 27. April: Enzo Mari, italienischer Designer und Objektkünstler († 2020)
- 27. April: Gian-Carlo Rota, italienisch-US-amerikanischer Mathematiker († 1999)
- 28. April: Ramiro Valdés, kubanischer Politiker
- 28. April: Steven Staryk, kanadischer Geiger und Musikpädagoge
- 29. April: Nana Gualdi, italienisch-deutsche Sängerin und Schauspielerin († 2007)
- 30. April: Umar Kayam, indonesischer Schriftsteller († 2002)
- 30. April: Antonio Tejero, spanischer Oberstleutnant

### Mai
- 05. Mai: Antonio Agri, argentinischer Tangoviolinist († 1998)
- 05. Mai: Alexandra Antonowa, samische Schriftstellerin und Sprachaktivistin († 2014)
- 05. Mai: Bob Said, US-amerikanischer Automobilrennfahrer und Filmproduzent († 2002)
- 05. Mai: Aurel Stroe, rumänischer Komponist und Musikpädagoge († 2008)
- 06. Mai: Alexander Beljawski, russischer Schauspieler († 2012)
- 06. Mai: Johannes Gross, deutscher Publizist und Journalist († 1999)
- 06. Mai: Fritz Lichtenhahn, Schweizer Schauspieler († 2017)
- 06. Mai: José Maria Marin, brasilianischer Politiker und Sportfunktionär († 2025)
- 07. Mai: Pete Domenici, US-amerikanischer Politiker († 2017)
- 07. Mai: Robert Webster, Virologe
- 08. Mai: Arnulf Baring, deutscher Politikwissenschaftler und Zeithistoriker († 2019)

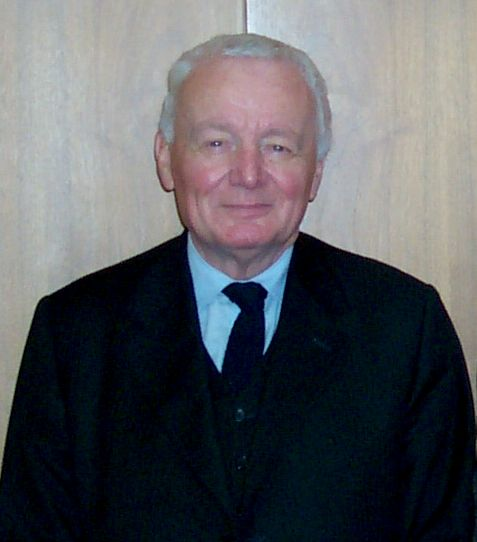
Arnulf Baring, 2002

- 08. Mai: Phyllida Law, schottische Schauspielerin
- 08. Mai: Sonny Liston, US-amerikanischer Boxer († 1970)
- 09. Mai: Javier Ambrois, uruguayischer Fußballspieler († 1975)
- 09. Mai: Geraldine McEwan, britische Schauspielerin († 2015)
- 09. Mai: Peter von Tramin, österreichischer Schriftsteller († 1981)
- 10. Mai: Gottfried Aegler, Schweizer Musiker
- 10. Mai: Christiane Kubrick, deutsche Malerin und Schauspielerin
- 11. Mai: Valentino Garavani, italienischer Modeschöpfer
- 11. Mai: Sigrid Heuck, deutsche Kinder- und Jugendbuchautorin († 2014)
- 11. Mai: Dieter Honisch, deutscher Kunsthistoriker und Museumsdirektor († 2004)
- 11. Mai: Francisco Umbral, spanischer Schriftsteller († 2007)
- 11. Mai: Josef Zíma, tschechischer Filmschauspieler und Sänger († 2025)
- 12. Mai: Josy Doyon-Hofstetter, Schweizer Bäuerin und Schriftstellerin († 2011)
- 12. Mai: Ingo Maurer, deutscher Industriedesigner († 2019)

- 12. Mai: Rupert Vierlinger, österreichischer Pädagoge und Hochschullehrer († 2019)
- 12. Mai: Hubert Willeitner, deutscher Forstwissenschaftler und Holzbiologe († 2018)
- 13. Mai: Juri Michailowitsch Aronowitsch, israelischer Dirigent († 2002)
- 13. Mai: Sara C. Bisel, US-amerikanische Archäologin († 1996)
- 13. Mai: Helga Wischer, deutsche Sportanglerin († 2020)
- 14. Mai: Richard Estes, US-amerikanischer Maler
- 15. Mai: Nasir Ahmad, pakistanischer Hockeyspieler († 1993)
- 15. Mai: Chavalit Yongchaiyudh, thailändischer Politiker
- 16. Mai: Paul Souffrin, französischer Politiker († 2025)
- 17. Mai: David Izenzon, US-amerikanischer Jazz-Bassist († 1979)
- 17. Mai: Miloslav Vlk, Kardinal und Erzbischof von Prag († 2017)
- 17. Mai: Marianne von Weizsäcker, geb. von Kretschmann, Ehefrau des deutschen Bundespräsidenten Richard von Weizsäcker
- 19. Mai: Claude Blanchard, kanadischer Schauspieler und Sänger († 2006)
- 19. Mai: Alma Cogan, englische Schlagersängerin († 1966)
- 19. Mai: Paul Erdman, US-amerikanischer Autor († 2007)
- 19. Mai: Elena Poniatowska, mexikanische Schriftstellerin und Journalistin
- 20. Mai: Fred Maire, deutscher Schauspieler und Synchronsprecher († 2020)
- 20. Mai: Nazyl Báez Finol, venezolanische Komponistin, Dirigentin und Musikpädagogin
- 20. Mai: Dieter Rams, deutscher Designer
- 21. Mai: Josef Wiese, deutscher Bäcker und Konditor sowie Unternehmer und Erfinder († 2009)
- 21. Mai: Hans de With, deutscher Politiker
- 21. Mai: Gabriele Wohmann, deutsche Schriftstellerin († 2015)
- 21. Mai: Eugene Hartzell, US-amerikanischer Komponist († 2000)
- 21. Mai: Jean Stablinski, französischer Radrennfahrer († 2007)
- 23. Mai: John Lyons, britischer Sprachwissenschaftler († 2020)
- 23. Mai: Les Spann, US-amerikanischer Jazzmusiker († 1989)
- 23. Mai: Henning Tolle, deutscher Mathematiker († 2022)
- 24. Mai: Arnold Wesker, britischer Dramatiker († 2016)
- 25. Mai: John Gregory Dunne, US-amerikanischer Schriftsteller, Journalist und Drehbuchautor († 2003)
- 25. Mai: K. C. Jones, US-amerikanischer Basketballspieler († 2020)
- 26. Mai: Frank Beyer, deutscher Filmregisseur († 2006)
- 27. Mai: Junior Parker, US-amerikanischer Blues-Musiker († 1971)
- 28. Mai: Senji Kuroi, japanischer Schriftsteller
- 29. Mai: Norbert Achterberg, deutscher Jurist und Hochschullehrer († 1988)
- 29. Mai: Paul R. Ehrlich, US-amerikanischer Biologe
- 29. Mai: Richie Guerin, US-amerikanischer Basketballspieler und Basketballtrainer
- 30. Mai: Solomon W. Golomb, US-amerikanischer Mathematiker († 2016)
- 30. Mai: Pauline Oliveros, US-amerikanische Komponistin († 2016)
- 30. Mai: Richard Sapper, deutscher Produktdesigner († 2015)
- 31. Mai: Jay Miner, US-amerikanischer Chipdesigner, gilt als Vater des Amiga († 1994)

### Juni
- 01. Juni: Wanda dos Santos, brasilianische Leichtathletin († 2025)
- 01. Juni: Carl Schachter, US-amerikanischer Musiktheoretiker und -pädagoge
- 02. Juni: Kurt Barthel, deutscher Generalmajor des Heeres der Bundeswehr
- 02. Juni: Bedros Kirkorow, bulgarisch-russischer Sänger († 2025)
- 02. Juni: Robert Kohnen, belgischer Cembalist und Organist († 2019)
- 02. Juni: Makoto Oda, japanischer Schriftsteller († 2007)
- 02. Juni: Michel Soutter, Schweizer Filmregisseur († 1991)
- 02. Juni: Andor Losonczy, ungarisch-österreichischer Komponist und Pianist († 2018)
- 03. Juni: Fred Lebow, rumänisch-amerikanischer Marathonläufer († 1994)
- 03. Juni: Gunter Wesener, österreichischer Jurist und Rechtshistoriker († 2023)
- 04. Juni: John Drew Barrymore, US-amerikanischer Schauspieler († 2004)
- 05. Juni: Christy Brown, irischer Maler und Autor († 1981)
- 05. Juni: Max Dünki, Schweizer Politiker († 2011)
- 06. Juni: Jan Adriaensens, belgischer Radrennfahrer († 2018)
- 06. Juni: David Randolph Scott, US-amerikanischer Astronaut
- 08. Juni: Guy Lacour, französischer Komponist († 2013)
- 08. Juni: Krystyna Miłobędzka, polnische Dichterin († 2025)
- 10. Juni: Marc Fumaroli, französischer Philologe und Historiker († 2020)
- 10. Juni: Philipp Jenninger, deutscher Politiker († 2018)
- 10. Juni: Branko Lustig, kroatischer Produzent († 2019)
- 10. Juni: Bennett Johnston, US-amerikanischer Politiker († 2025)
- 11. Juni: Ed Bishop, US-amerikanischer Schauspieler († 2005)
- 11. Juni: Thomas Butler, US-amerikanischer Bobfahrer († 2019)
- 11. Juni: Athol Fugard, südafrikanischer Schriftsteller († 2025)
- 11. Juni: Gert Prokop, deutscher Schriftsteller († 1994)
- 12. Juni: Mimi Coertse, südafrikanische Sopranistin, österreichische Kammersängerin
- 12. Juni: Max Leemann, Schweizer Komponist und Dirigent († 2002)
- 12. Juni: Almut Rößler, deutsche Organistin und Kirchenmusikerin († 2015)
- 12. Juni: Mamo Wolde, äthiopischer Olympiasieger im Marathon († 2002)
- 13. Juni: Paul Arenkens, deutscher Schauspieler und Sänger († 2016)
- 13. Juni: Rainer K. Sachs, US-amerikanischer Astrophysiker († 2024)
- 14. Juni: Joe Arpaio, US-amerikanischer Sheriff
- 14. Juni: Ramón Díaz Peralta, dominikanischer Pianist und Musikpädagoge
- 14. Juni: Henri Schwery, Kardinal der römisch-katholischen Kirche († 2021)
- 15. Juni: David Alliance, iranisch-britischer Geschäftsmann und Politiker († 2025)
- 15. Juni: Mario Cuomo, US-amerikanischer Politiker († 2015)
- 15. Juni: Paschal Topno, indischer römisch-katholischer Erzbischof († 2025)
- 16. Juni: Elfriede Gerstl, österreichische Schriftstellerin († 2009)
- 17. Juni: Rudolf Apostel, deutscher Politiker
- 17. Juni: Sabin Bălașa, rumänischer Maler, Filmemacher und Autor († 2008)
- 17. Juni: Peter Lupus, US-amerikanischer Bodybuilder und Schauspieler
- 18. Juni: Dudley R. Herschbach, US-amerikanischer Chemiker
- 18. Juni: Geoffrey Hill, britischer Dichter († 2016)
- 18. Juni: Günter Seuren, deutscher Schriftsteller († 2003)
- 19. Juni: Pier Angeli, italienische Schauspielerin († 1971)
- 19. Juni: Otto Barić, kroatischer und österreichischer Fußball-Nationaltrainer († 2020)
- 19. Juni: Zózimo, brasilianischer Fußballspieler († 1977)
- 19. Juni: Ernest Ranglin, jamaikanischer Ska- und Jazz-Gitarrist
- 20. Juni: Erhard Denninger, deutscher Staatsrechtler, Professor und Dekan in Frankfurt a. M., Richter und Publizist († 2021)
- 20. Juni: Mzilikazi Khumalo, südafrikanischer Komponist und Chorleiter († 2021)
- 20. Juni: Altan Öymen, türkischer Journalist und Politiker († 2025)
- 20. Juni: Ferry Radax, österreichischer Filmemacher († 2021)
- 20. Juni: Robert Iwanowitsch Roschdestwenski, russischer Schriftsteller († 1994)
- 21. Juni: Lalo Schifrin, argentinischer Pianist, Komponist, Arrangeur und Dirigent († 2025)
- 22. Juni: Soraya Esfandiary Bakhtiary, zweite Ehefrau von Schah Mohammad Reza Pahlavi († 2001)
- 22. Juni: Amrish Puri, indischer Filmschauspieler († 2005)
- 22. Juni: Franz Rath, deutscher Kameramann († 2020)
- 22. Juni: Prunella Scales, britische Schauspielerin
- 24. Juni: Hirohisa Fujii, japanischer Politiker († 2022)
- 24. Juni: George Gruntz, Schweizer Jazz-Pianist († 2013)
- 24. Juni: Margit Korondi, ungarische Turnerin († 2022)
- 24. Juni: Hans-Jürgen von Maydell, deutscher Forstwissenschaftler († 2010)
- 24. Juni: David McTaggart, Greenpeace-Aktivist und Funktionär († 2001)
- 25. Juni: Peter Blake, britischer Künstler
- 26. Juni: Leanne Payne, US-amerikanische evangelikale Theologin, Seelsorgerin und Autorin († 2015)
- 27. Juni: Ferdinand Tillmann, deutscher Politiker und MdB
- 27. Juni: Joachim Wohlgemuth, deutscher Schriftsteller († 1996)
- 28. Juni: George M. Anathil, indischer Bischof von Indore († 2009)
- 28. Juni: Pat Morita, US-amerikanischer Schauspieler († 2005)
- 29. Juni: Robert U. Ayres, Physiker und Ökonom († 2023)
- 29. Juni: Ror Wolf, deutscher Schriftsteller und Künstler († 2020)
- 30. Juni: George Dancis, australischer Basketballspieler († 2021)
- 30. Juni: Martin Mailman, US-amerikanischer Komponist († 2000)

### Juli
- 03. Juli: Alexander Schalck-Golodkowski, deutscher Politiker († 2015)
- 03. Juli: Johann Scherz, österreichischer Karambolagespieler und Weltmeister († 2004)
- 05. Juli: Gyula Horn, ungarischer Politiker († 2013)
- 05. Juli: Victor Navasky, US-amerikanischer Journalist († 2023)
- 06. Juli: Andreas Hanft, deutscher Schauspieler und Synchronsprecher († 1996)
- 07. Juli: Joe Zawinul, österreichischer Jazz-Pianist und Keyboarder († 2007)
- 08. Juli: Barbara Loden, US-amerikanische Schauspielerin († 1980)
- 09. Juli: Donald Rumsfeld, US-amerikanischer Politiker, Verteidigungsminister der USA († 2021)
- 09. Juli: Ahmed Fathi Sorour, ägyptischer Politiker († 2024)
- 10. Juli: Carlo-Maria Abate, italienischer Automobilrennfahrer († 2019)
- 10. Juli: Jürgen Becker, deutscher Schriftsteller († 2024)
- 11. Juli: Karl-Heinz Stienen, deutscher Politiker († 2004)
- 11. Juli: Alois Rohrmoser, österreichischer Unternehmer, Gründer der Skifabrik Atomic († 2005)
- 11. Juli: Gerrit Voges, niederländischer Fußballspieler († 2007)
- 12. Juli: Sergio Caprari, italienischer Boxer († 2015)
- 12. Juli: Otis Davis, US-amerikanischer Basketballspieler, Leichtathlet und Olympiasieger († 2024)
- 12. Juli: Manfred Prasser, deutscher Architekt und Ingenieur († 2018)
- 13. Juli: Arvo Aalto, finnischer Politiker († 2025)
- 13. Juli: Per Nørgård, dänischer Komponist († 2025)
- 13. Juli: Giorgio Stivanello, italienischer Fußballspieler († 2010)
- 13. Juli: Hubert Reeves, kanadischer Astrophysiker und Sachbuchautor († 2023)
- 14. Juli: Jan Breytenbach, südafrikanischer Offizier und Autor († 2024)
- 14. Juli: Del Reeves, US-amerikanischer Country-Sänger und Songwriter († 2007)
- 16. Juli: Dick Thornburgh, US-amerikanischer Politiker († 2020)
- 17. Juli: Walter Hedemann, deutscher Liedermacher und Kabarettist († 2019)
- 17. Juli: Wojciech Kilar, polnischer Filmkomponist († 2013)
- 17. Juli: Peter Kraus, deutscher Leichtathlet († 2016)
- 17. Juli: Quino, argentinischer Cartoon-Zeichner († 2020)
- 17. Juli: Hal Riney, US-amerikanischer Werbetexter, Art Director, Regisseur in der Werbebranche und oscarnominierter Filmproduzent († 2008)
- 18. Juli: Gene Edwards, US-amerikanischer baptistischer Theologe, Schriftsteller und Hauskirchengründer († 2022)
- 18. Juli: Jewgeni Alexandrowitsch Jewtuschenko, russischer Dichter und Schriftsteller († 2017)
- 19. Juli: Erró, isländischer Maler
- 19. Juli: Robert Jasper Grootveld, niederländischer Erfinder, Happening-Künstler († 2009)
- 20. Juli: Freddy Kottulinsky, deutsch-schwedischer Motorsportler († 2010)
- 20. Juli: Nam June Paik, US-amerikanischer Pionier der Videokunst († 2006)
- 20. Juli: Michael Papps, australischer Sportschütze († 2022)
- 20. Juli: Otto Schily, deutscher Politiker und Bundesminister Otto Schily, 1983

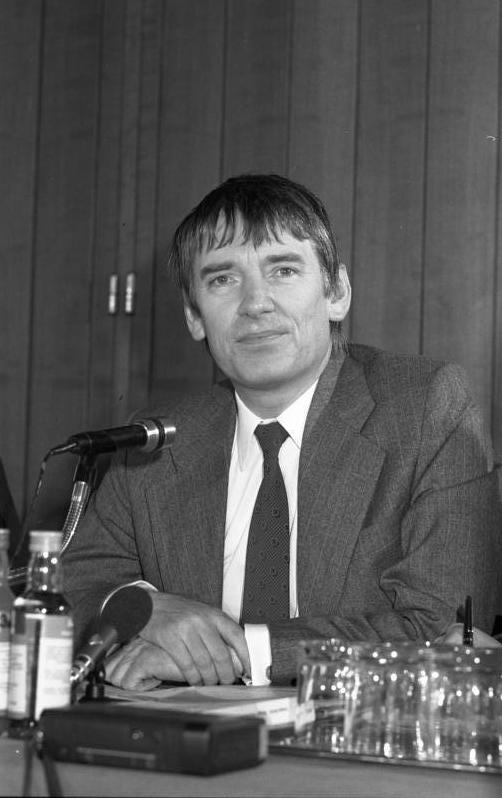
Otto Schily, 1983

- 21. Juli: Eero Aarnio, finnischer Innen- und Möbeldesigner
- 21. Juli: Micheline Tessier, kanadische Sängerin und Gesangspädagogin († 2006)
- 22. Juli: Coy Koopal, niederländischer Fußballspieler († 2003)
- 22. Juli: Óscar de la Renta, Modedesigner († 2014) Óscar de la Renta, 2008

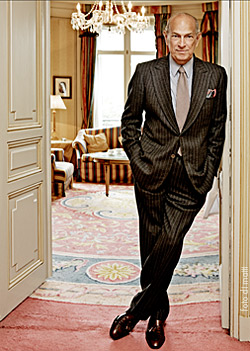
Óscar de la Renta, 2008

- 22. Juli: Tom Robbins, US-amerikanischer Schriftsteller († 2025)
- 22. Juli: Josef Steiner, Schweizer Großmeister im Fernschach († 2003)
- 23. Juli: Wolfgang Scholz, deutscher Feuerwehrmann († 2021)
- 24. Juli: Edith Elmay, österreichische Schauspielerin († 2020)
- 25. Juli: Smokey Joe Baugh, US-amerikanischer Pianist und Country-Musiker († 1999)
- 25. Juli: Tim Parnell, britischer Automobilrennfahrer und Rennstallbesitzer († 2017)
- 26. Juli: Detlef Kleinert, deutscher Politiker und MdB († 2016)
- 26. Juli: James Francis Stafford, Kardinal der römisch-katholischen Kirche
- 26. Juli: Imre Vágyóczky, ungarischer Kanute († 2023)
- 27. Juli: Rita Czech-Blasel, deutsche Skilangläuferin († 2023)
- 27. Juli: Beverly Byron, US-amerikanische Politikerin († 2025)
- 27. Juli: George Ryga, kanadischer Schriftsteller († 1987)
- 27. Juli: Emanuel Scharfenberg, deutscher Bildhauer († 2006)
- 29. Juli: Arsenij von Plowdiw, bulgarischer Geistlicher († 2006)
- 29. Juli: Rafel Aveleyra, mexikanischer Bogenschütze
- 29. Juli: Max Bolkart, deutscher Skispringer († 2025)
- 29. Juli: Nancy Landon Kassebaum, US-amerikanische Politikerin
- 29. Juli: Luigi Snozzi, Schweizer Architekt († 2020)
- 31. Juli: Barbara Gittings, US-amerikanische Journalistin und LGBT-Aktivistin († 2007)
- 31. Juli: John Searle, US-amerikanischer Philosoph
- 00. Juli: Ahmad Ahmad El-Amawy, ägyptischer Politiker

### August
- 02. August: Leo Boivin, kanadischer Eishockeyspieler († 2021)
- 02. August: Lamar Hunt, US-amerikanische Sportpersönlichkeit († 2006)
- 02. August: Noboru Ishiguro, japanischer Geher († 2021)
- 02. August: Mark Heinrich von Nathusius, deutscher Militär († 2020)
- 02. August: Peter O’Toole, irischer Schauspieler († 2013)
- 03. August: Ewald Hasler, Liechtensteiner Radsportler († 2013)
- 04. August: Frances E. Allen, amerikanische Informatikerin und erste Turingpreisträgerin († 2020)
- 04. August: Hervé Collot, französischer Fußballspieler und -trainer († 2025)
- 04. August: Hans-Jürgen Fröhlich, deutscher Schriftsteller († 1986)
- 04. August: Joe Leonard, US-amerikanischer Automobilrennfahrer († 2017)
- 04. August: Guillermo Mordillo, argentinischer Zeichner († 2019)
- 06. August: Dorothy Ashby, US-amerikanische Jazz-Harfenistin und Komponistin († 1986)
- 06. August: Ernst-Bernd Blümle, deutsch-schweizerischer Ökonom († 2008)
- 06. August: Howard Hodgkin, britischer Maler († 2017)
- 07. August: Abebe Bikila, äthiopischer Marathonläufer († 1973)
- 07. August: Rien Poortvliet, niederländischer Maler und Zeichner († 1995)
- 08. August: Bill Beach, US-amerikanischer Rockabilly-Musiker († 2024)
- 08. August: Lino Borges, kubanischer Bolerosänger († 2003)
- 08. August: Mel Tillis, US-amerikanischer Country-Sänger († 2017)
- 09. August: Fritz Witzel, deutscher Endurosportler
- 09. August: Anand Panyarachun, thailändischer Premierminister
- 10. August: Verena von Asten, deutsche Schriftstellerin († 2025)
- 10. August: Kenneth W. Dam, US-amerikanischer Jurist und Politiker († 2022)
- 10. August: Alexander Goehr, deutscher Komponist klassischer Musik († 2024)
- 10. August: Jürgen Holtz, deutscher Schauspieler († 2020)
- 10. August: Vladimír Páral, tschechischer Schriftsteller
- 10. August: Gaudencio Kardinal Rosales, Erzbischof von Manila
- 10. August: Miloslav Švandrlík, tschechischer Schriftsteller († 2009)
- 11. August: Chester Anderson, US-amerikanischer Dichter und Science-fiction-Schriftsteller († 1991)
- 11. August: Fernando Arrabal, spanisch-französischer Schriftsteller und Dichter
- 11. August: Izzy Asper, kanadischer Jurist, Medienunternehmer und Politiker († 2003)
- 11. August: Peter Eisenman, US-amerikanischer Architekt
- 12. August: Jay J. Armes, US-amerikanischer Privatdetektiv († 2024)
- 12. August: Oskar Saier, 13. Erzbischof der Diözese Freiburg († 2008)
- 12. August: Sirikit, Königin von Thailand
- 12. August: Sergei Slonimski, russischer Komponist, Pianist und Musikwissenschaftler († 2020)
- 13. August: Richard Allen, US-amerikanischer Sessionmusiker († 2002)
- 15. August: Eberhard Hamer, deutscher Ökonom
- 16. August: Willi Gierlich, deutscher Fußballspieler
- 16. August: Wayne Smith, US-amerikanischer Diplomat († 2024)
- 17. August: V. S. Naipaul, britischer Schriftsteller und Literaturnobelpreisträger († 2018)
- 17. August: Jean-Jacques Sempé, französischer Cartoonist († 2022)
- 18. August: Bill Bennett, kanadischer Politiker († 2015)
- 18. August: Luc Montagnier, französischer Virologe († 2022) Luc Montagnier, 2008

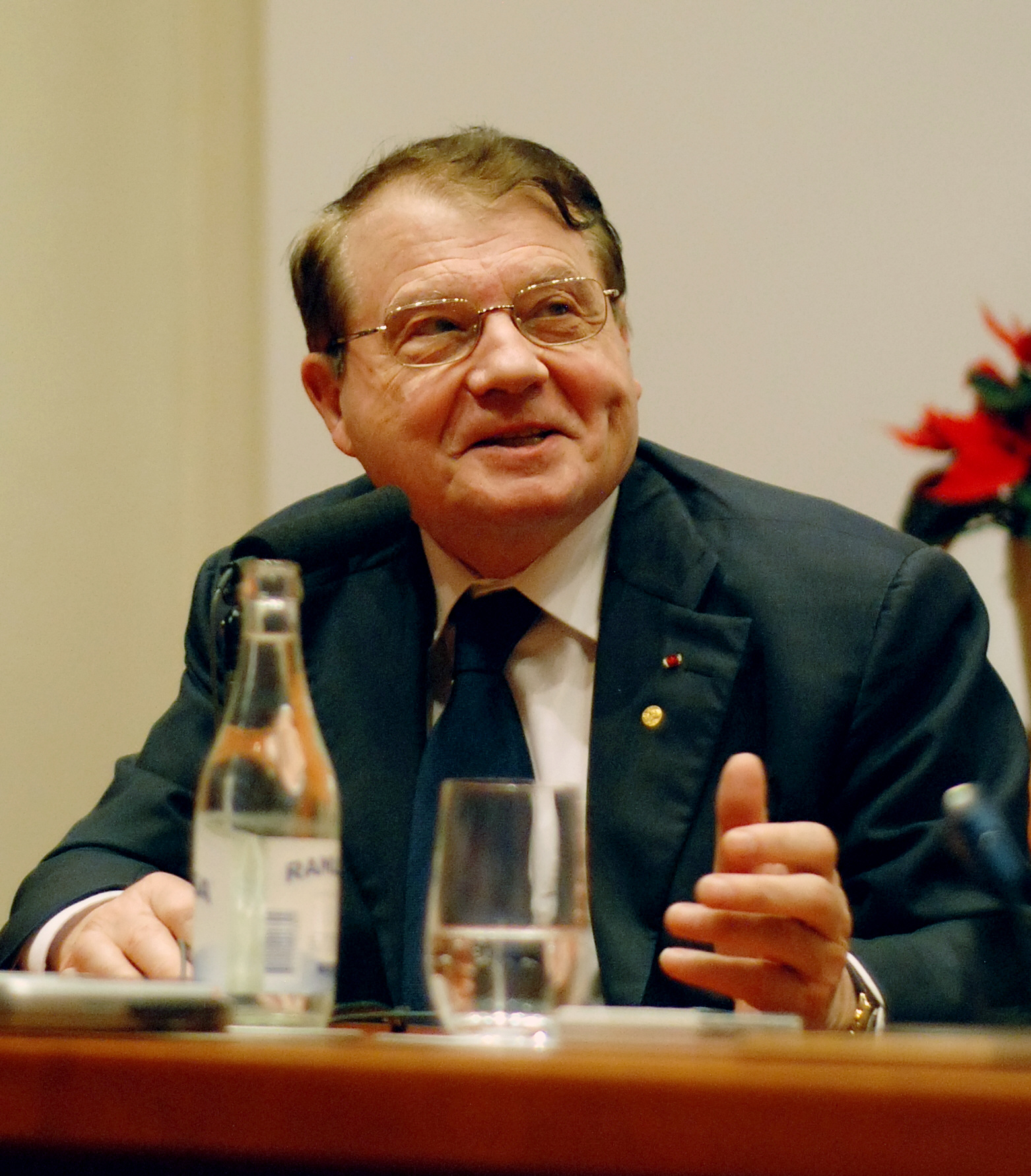
Luc Montagnier, 2008

- 19. August: Alois Lampert, Liechtensteiner Radsportler († 1977)
- 19. August: Thomas P. Salmon, US-amerikanischer Politiker († 2025)
- 19. August: Banharn Silpa-archa, thailändischer Ministerpräsident († 2016)
- 19. August: Hans-Joachim Weimann, deutscher Forstwissenschaftler († 2012)
- 20. August: Wassili Aksjonow, russischer Schriftsteller († 2009)
- 21. August: Louis de Branges de Bourcia, französischer Mathematiker
- 22. August: Gerald P. Carr, US-amerikanischer Astronaut († 2020)
- 22. August: Franz-Xaver Kaufmann, Schweizer Soziologe († 2024)
- 23. August: Houari Boumedienne, algerischer Staatschef († 1978)
- 23. August: Jack Earls, US-amerikanischer Rockabilly-Musiker († 2023)
- 24. August: Ludwig Adamovich, österreichischer Jurist und Präsident des Verfassungsgerichtshofes († 2024)
- 24. August: Jim Aparo, US-amerikanischer Comiczeichner († 2005)
- 24. August: Robin Greiner, US-amerikanischer Eiskunstläufer († 2021)
- 24. August: Heinz-Werner Meyer, deutscher Gewerkschafter († 1994)
- 24. August: Cormac Murphy-O’Connor, britischer Kardinal der römisch-katholischen Kirche († 2017)
- 24. August: Bobby Sisco, US-amerikanischer Country- und Rockabilly-Musiker († 2005)
- 25. August: Alexander Arnz, deutscher Fernsehregisseur († 2004)
- 25. August: Lee Denson, US-amerikanischer Rockabilly-Musiker († 2007)
- 25. August: Natalja Dontschenko, sowjetische Eisschnellläuferin († 2022)
- 25. August: Daryl Irvine, kanadische Pianistin und Musikpädagogin († 2020)
- 26. August: Lygia Bojunga Nunes, brasilianische Kinder- und Jugendbuchautorin
- 26. August: Peter Dreher, deutscher Maler und Graphiker († 2020)
- 26. August: Arthur Dunkel, Schweizer Ökonom († 2005)
- 27. August: Antonia Fraser, britische Historikerin und Bestseller-Autorin
- 27. August: Karekin Sarkissian, Oberster Katholikos der armenischen apostolischen Kirche († 1999)
- 27. August: Ebeneser Þórarinsson, isländischer Skilangläufer († 2003)
- 28. August: Yakir Aharonov, israelischer Physiker
- 29. August: Jerry Dodgion, US-amerikanischer Jazz-Saxophonist († 2023)
- 29. August: Rodolfo Stavenhagen, mexikanischer Soziologe († 2016)
- 30. August: Friedrich Wilhelm Kantzenbach, deutscher Kirchenhistoriker († 2013)
- 30. August: Wiktor Alexejewitsch Wasjulin, russischer Philosoph († 2012)
- 31. August: Willy Hautvast, niederländischer Komponist und Musiker († 2020)

### September
- 01. September: Sunny von Bülow, US-amerikanische Erbin und Komapatientin († 2008)
- 02. September: Blagoje Adžić, jugoslawischer Politiker († 2012)
- 02. September: Lia Amanda, italienische Schauspielerin
- 03. September: Gunter Gudian, deutscher Rechtshistoriker († 1993)
- 05. September: Robert H. Dennard, US-amerikanischer Elektroingenieur († 2024)
- 05. September: Ho Lien Siew, singapurischer Basketballspieler († 2021)
- 06. September: Frank Stronach, austro-kanadischer Unternehmer
- 06. September: Gilles Tremblay, kanadischer Komponist († 2017)
- 07. September: Otto Ammermann, deutscher Vielseitigkeitsreiter
- 08. September: Kåre Berg, norwegischer Skispringer († 2021)
- 08. September: Patsy Cline, US-amerikanische Country-Sängerin († 1963)
- 09. September: Rüdiger Lorenz, deutscher Neurochirurg († 2008)
- 09. September: Javier Tomeo, spanischer Schriftsteller († 2013)
- 11. September: Bob Packwood, US-amerikanischer Politiker
- 12. September: Werner Dürrson, deutscher Schriftsteller († 2008)
- 12. September: Atli Pætursson Dam, färöischer Politiker (Javnaðarflokkurin) († 2005)
- 13. September: Mike MacDowel, britischer Automobilrennfahrer († 2016)
- 13. September: Félix Malloum, Präsident des Tschad († 2009)
- 13. September: Pedro Rubiano Sáenz, Erzbischof von Bogotá und Kardinal († 2024)
- 13. September: Guido Schmidt-Chiari, österreichischer Bankmanager († 2016)
- 14. September: Albrecht Ade, deutscher Emeritus, Fotograf, Trickfilmer und Gründungsdirektor der Filmakademie Baden-Württemberg
- 14. September: Josh Culbreath, US-amerikanischer Hürdenläufer († 2021)
- 14. September: Gerd Fuchs, deutscher Schriftsteller († 2016)
- 15. September: Frank Arlig, deutscher Schriftsteller, Journalist und Verleger († 2018)
- 15. September: Abd al-Halim Chaddam, syrischer Politiker († 2020)
- 15. September: Eric Hall, britischer Geher († 2022)
- 15. September: Charles Paul Wilp, deutscher Künstler, Fotograf und Kurzfilmregisseur († 2005)
- 17. September: Peter Kretzschmar, deutscher Handballspieler und -trainer († 2018)
- 17. September: Kuno Lorenz, deutscher Philosoph
- 17. September: Robert B. Parker, US-amerikanischer Schriftsteller († 2010)
- 18. September: Jean-Michel Defaye, französischer Filmkomponist († 2025)
- 18. September: Ulrich Gregor, deutscher Filmhistoriker
- 19. September: Stefanie Zweig, deutsche Schriftstellerin († 2014)
- 19. September: Bernard Gordon Lennox, britischer Offizier († 2017)
- 20. September: Jean-Marie Londeix, französischer Saxophonist († 2025)
- 21. September: Shirley Conran, britische Romanschriftstellerin und Journalistin († 2024)
- 21. September: Mickey Kuhn, US-amerikanischer Schauspieler († 2022)
- 21. September: Don Preston, US-amerikanischer Rockmusiker und Filmmusikkomponist, wurde durch Zappa bekannt
- 22. September: Leo Anchóriz, spanischer Schauspieler († 1987)
- 22. September: Algirdas Brazauskas, litauischer Politiker, Premierminister und Präsident († 2010)
- 22. September: Ingemar Johansson, schwedischer Boxweltmeister († 2009)
- 23. September: Sergio Brighenti, italienischer Fußballspieler († 2022)
- 23. September: Jorge Glusberg, argentinischer Kulturschaffender († 2012)
- 23. September: Mehmood, indischer Schauspieler und Filmproduzent († 2004)
- 23. September: Harold Widom, US-amerikanischer Mathematiker († 2021)
- 24. September: Josef Adamiak, deutscher Fotograf und Kunsthistoriker († 2014)
- 24. September: Miguel Montuori, italienisch-argentinischer Fußballspieler († 1998)
- 24. September: Rolf Tiedemann, deutscher Philosoph, Philologe und Editor († 2018)
- 24. September: Walter Wallmann, deutscher Politiker († 2013)
- 25. September: Walter Bardgett, bermudischer Schwimmer († 2020)
- 25. September: Glenn Gould, kanadischer Pianist, Komponist, Musikautor († 1982)
- 25. September: Mitzi Hoag, US-amerikanische Schauspielerin († 2019)
- 25. September: Adolfo Suárez, spanischer Jurist und Politiker († 2014) Adolfo Suárez

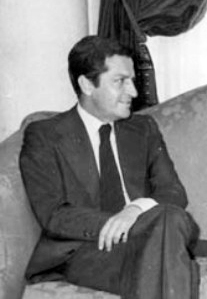
Adolfo Suárez

- 26. September: Karl Heinz Bohrer, deutscher Literaturtheoretiker und Publizist († 2021)
- 26. September: Richard Herd, US-amerikanischer Schauspieler († 2020)
- 26. September: Giacomo Manzoni, italienischer Komponist und Musikpädagoge
- 26. September: Manmohan Singh, indischer Premierminister († 2024) Manmohan Singh, 2009

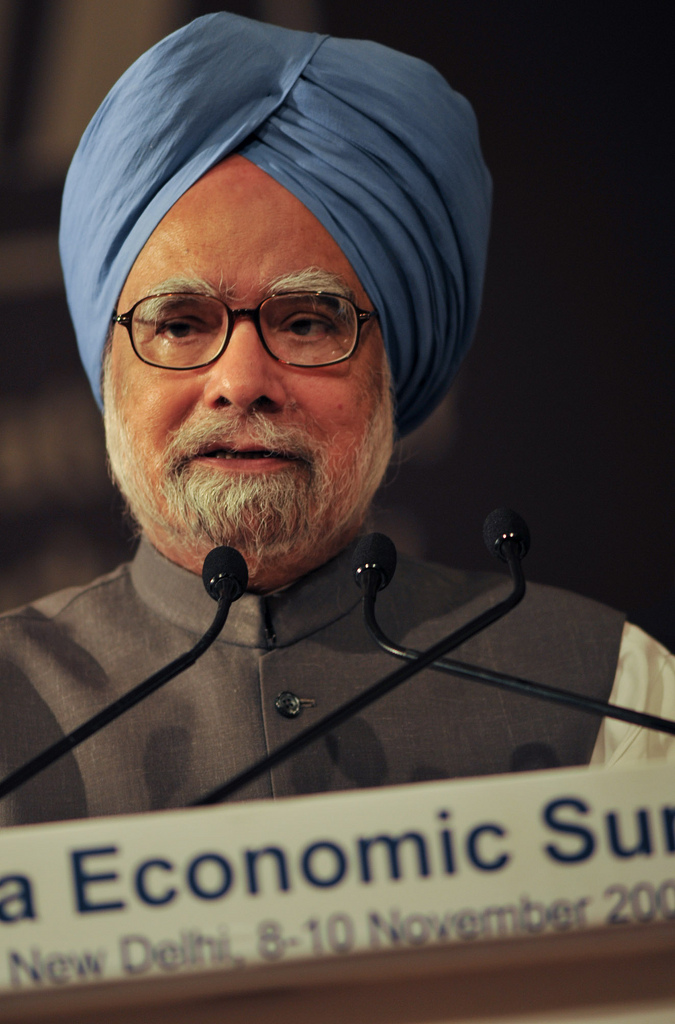
Manmohan Singh, 2009

- 27. September: Lucjan Kaszycki, polnischer Komponist, Musikpädagoge und -wissenschaftler († 2021)
- 27. September: Oliver E. Williamson, US-amerikanischer Wirtschaftswissenschaftler († 2020)
- 28. September: Andreas Feldtkeller, deutscher Architekt und Stadtplaner († 2024)
- 28. September: Jeremy Isaacs, britischer Fernsehproduzent
- 28. September: Víctor Jara, chilenischer Musiker († 1973)
- 29. September: Robert Benton, US-amerikanischer Regisseur, Drehbuchautor und Filmproduzent († 2025)
- 29. September: Thomas Kenner, österreichischer Arzt und Hochschullehrer († 2018)
- 29. September: Eva Szepesi, ungarische Holocaust-Überlebende
- 29. September: Erivan Haub, deutscher Unternehmer (Tengelmann) († 2018)
- 30. September: Heinz Behrens, deutscher Schauspieler († 2022)
- 30. September: Wilhelm Brückner, Geigenbauer († 2025)
- 30. September: Shintarō Ishihara, japanischer Schriftsteller und Politiker († 2022)
- 30. September: Hiroyuki Itsuki, japanischer Schriftsteller

### Oktober
- 01. Oktober: Albert Collins, US-amerikanischer Blues-Gitarrist und Sänger († 1993)
- 02. Oktober: Masanobu Deme, japanischer Regisseur († 2016)
- 02. Oktober: Hein Driessen, deutscher Maler († 2025)
- 02. Oktober: Leonardus Benyamin Moerdani, indonesischer Verteidigungsminister († 2004)
- 03. Oktober: Samuel Ekpe Akpabot, nigerianischer Komponist († 2000)
- 05. Oktober: Charles Neal Ascherson, schottischer Journalist und Schriftsteller
- 05. Oktober: Gustava Schefer-Viëtor, deutsche Pädagogin, Erziehungswissenschaftlerin, Geschlechterforscherin und Feministin († 2016)
- 05. Oktober: Johanna Matz, österreichische Schauspielerin († 2025)
- 07. Oktober: Hans Bellin, deutscher Internist († 2016)
- 07. Oktober: Boulos Nassif Borkhoche, syrischer Erzbischof († 2021)
- 07. Oktober: Baligh Hamdi, ägyptischer Komponist († 1993)
- 08. Oktober: Abel Gesewitsch Aganbegjan, russischer Wirtschaftswissenschaftler
- 08. Oktober: Kenneth Appel, US-amerikanischer Mathematiker († 2013)
- 08. Oktober: Ray Reardon, britischer Snooker-Spieler († 2024)
- 10. Oktober: Francisco Elizalde, philippinischer Unternehmer und Sportfunktionär
- 10. Oktober: Dimiter Inkiow, bulgarisch-deutscher Kinderbuchautor († 2006)
- 10. Oktober: Hans Watzek, DDR-Minister für Land-, Forst- und Nahrungsgüterwirtschaft
- 11. Oktober: Saul Friedländer, israelischer Historiker und Autor
- 11. Oktober: Richard Lugner, österreichischer Bauunternehmer († 2024)
- 11. Oktober: Dana Scott, amerikanischer Mathematiker, Logiker, Informatiker und Philosoph
- 11. Oktober: Michael Theunissen, deutscher Philosoph († 2015)
- 11. Oktober: Dottie West, US-amerikanische Country-Sängerin († 1991)
- 12. Oktober: Jake Garn, US-amerikanischer Politiker
- 12. Oktober: Dick Gregory, US-amerikanischer Comedian († 2017)
- 12. Oktober: Heinz Schneider, deutscher Tischtennisspieler († 2007)
- 13. Oktober: Dušan Makavejev, jugoslawischer Filmregisseur († 2019)
- 13. Oktober: John Griggs Thompson, US-amerikanischer Mathematiker
- 14. Oktober: Luigi Bartesaghi, kanadischer Radrennfahrer († 2022)
- 14. Oktober: Wolf Vostell, deutscher Maler, Bildhauer und Happeningkünstler († 1998)
- 15. Oktober: Joachim Dudeck, deutscher Medizininformatiker († 2010)
- 15. Oktober: Heinrich Kröger, deutscher Pastor und Autor († 2025)
- 15. Oktober: Dietrich Kuhlbrodt, deutscher Autor und Schauspieler
- 15. Oktober: Hans Röhrs, deutscher Bergingenieur und Bergbauhistoriker
- 16. Oktober: Ben Aronov, US-amerikanischer Jazzpianist († 2015)
- 16. Oktober: Karl Otwin Becker, deutscher Volkswirt und Mathematiker († 2020)
- 16. Oktober: Guðbergur Bergsson, isländischer Schriftsteller († 2023)
- 16. Oktober: Paquito Cordero, puerto-ricanischer Fernsehproduzent und Schauspieler († 2009)
- 16. Oktober: Manfred Max-Neef, chilenischer Ökonom († 2019)
- 16. Oktober: Detlev Rohwedder, deutscher Manager und Politiker († 1991)
- 17. Oktober: Gerhard Ahrens, deutscher Fußballspieler († 2024)
- 17. Oktober: Paul Anderson, US-amerikanischer Gewichtheber († 1994)
- 17. Oktober: Jürgen Manthey, deutscher Schriftsteller und Literaturwissenschaftler († 2018)
- 17. Oktober: Rudolf Smend, deutscher Theologe (Alttestamentler)
- 18. Oktober: Vytautas Landsbergis, litauischer Politiker
- 18. Oktober: Terence Smith, britischer Segler († 2021)
- 19. Oktober: Diosdado Aenlle Talamayan, philippinischer Erzbischof von Tuguegarao
- 19. Oktober: Gerd Käfer, deutscher Gastronom († 2015)
- 20. Oktober: Roosevelt Brown, US-amerikanischer American-Football-Spieler († 2004)
- 20. Oktober: William Christopher, US-amerikanischer Schauspieler († 2016)
- 21. Oktober: Pál Csernai, ungarischer Fußballspieler und -trainer († 2013)
- 21. Oktober: Cesare Perdisa, italienischer Automobilrennfahrer († 1998)
- 21. Oktober: Rudolph Joseph Rummel, US-amerikanischer Politikwissenschaftler († 2014)
- 22. Oktober: Afewerk Tekle, äthiopischer Künstler († 2012)
- 23. Oktober: Dimitra Arliss, US-amerikanische Schauspielerin († 2012)
- 23. Oktober: Wassili Below, russischer Schriftsteller († 2012)
- 23. Oktober: Edward Grover, US-amerikanischer Schauspieler († 2016)
- 24. Oktober: Pierre-Gilles de Gennes, französischer Physiker († 2007)
- 24. Oktober: Robert Mundell, kanadischer Volkswirt, Nobelpreisträger für Wirtschaftswissenschaften 1999 († 2021)
- 25. Oktober: Marc Boreux, luxemburgischer Fußballspieler
- 25. Oktober: Witold Fokin, ukrainischer Politiker († 2025)
- 25. Oktober: Harry Gregg, britischer Fußballspieler († 2020)
- 25. Oktober: Jerzy Pawłowski, polnischer Säbelfechter und Olympiasieger († 2005)
- 25. Oktober: Mary Schneider, australische Sängerin
- 26. Oktober: Fritz Dorgerloh, deutscher evangelischer Theologe († 2025)
- 27. Oktober: Jean-Pierre Cassel, französischer Schauspieler († 2007)
- 27. Oktober: Sylvia Plath, US-amerikanische Schriftstellerin († 1963)
- 28. Oktober: Gerhart Baum, deutscher Politiker († 2025)
- 28. Oktober: John William Corrington, US-amerikanischer Drehbuchautor († 1988)
- 28. Oktober: Spyros Kyprianou, griechisch-zypriotischer Politiker, Präsident der Republik Zypern († 2002)
- 28. Oktober: Karl Schlecht, deutscher Unternehmer († 2024)
- 29. Oktober: Peter Baronsky, deutscher Handballspieler
- 29. Oktober: R. B. Kitaj, US-amerikanischer Künstler († 2007)
- 29. Oktober: Charlotte Knobloch, Vizepräsidentin des Zentralrats der Juden in Deutschland
- 29. Oktober: Àlex Soler-Roig, spanischer Automobilrennfahrer
- 30. Oktober: Georgs Andrejevs, lettischer Politiker († 2022)
- 30. Oktober: Louis Malle, französischer Regisseur († 1995)
- 31. Oktober: Thomas Rolston, kanadischer Geiger, Dirigent und Musikpädagoge († 2010)

### November
- 01. November: Joaquín Achúcarro, spanischer Pianist und Musikpädagoge
- 01. November: Al Arbour, kanadischer Eishockeyspieler und -trainer († 2015)
- 01. November: Francis Arinze, nigerianischer Kardinal
- 01. November: Edgar Reitz, deutscher Filmregisseur Edgar Reitz, 2006

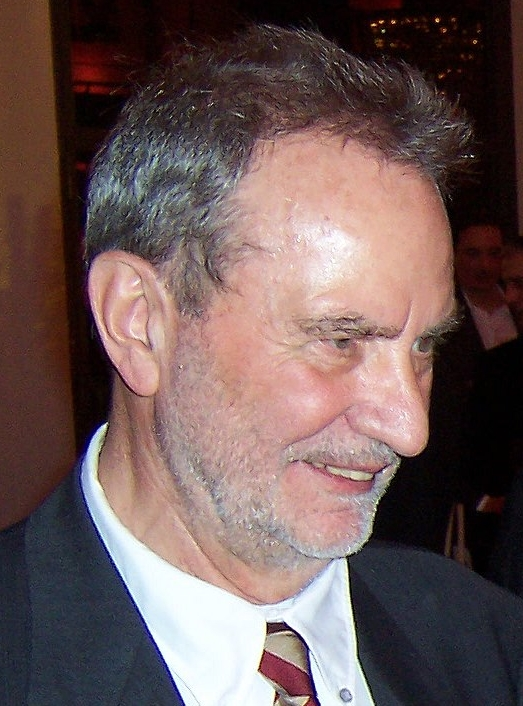
Edgar Reitz, 2006

- 02. November: Melvin Schwartz, US-amerikanischer Physiker († 2006)
- 03. November: John McNally, irischer Boxer († 2022)
- 03. November: Albert Reynolds, irischer Politiker († 2014)
- 04. November: Thomas Klestil, österreichischer Diplomat, Bundespräsident († 2004)

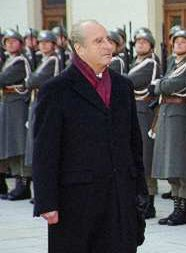
Thomas Klestil

- 04. November: Edward de Souza, britischer Schauspieler
- 05. November: Wirot Nutaphand, thailändischer Militärangehöriger und Biologe († 2005)
- 06. November: Eugene H. Peterson, US-amerikanischer presbyterianischer Pastor, Sprachwissenschaftler und Schriftsteller († 2018)
- 07. November: Vladimir Volkoff, französischer Schriftsteller († 2005)
- 08. November: Ben Bova, US-amerikanischer Science-Fiction-Autor († 2020)
- 08. November: Stéphane Audran, französische Schauspielerin († 2018)
- 10. November: Roland Bulirsch, deutscher Mathematiker († 2022)
- 10. November: Richard Oesterreicher, österreichischer Dirigent und Jazzmusiker († 2023)
- 10. November: Roy Scheider, US-amerikanischer Filmschauspieler († 2008)
- 11. November: Fanizani Akuda, simbabwischer Bildhauer († 2011)
- 13. November: Richard Mulligan, US-amerikanischer Schauspieler († 2000)
- 14. November: Zbigniew Gostomski, polnischer Maler, Schauspieler und Fotograf († 2017)
- 14. November: Gunter Sachs, deutsch-schweizerischer Fotograf, Kunstsammler, Playboy († 2011)
- 15. November: Petula Clark, britische Schauspielerin und Schlagersängerin
- 15. November: Hans Roericht, deutscher Designer
- 15. November: Jerry Unser, US-amerikanischer Automobilrennfahrer († 1959)
- 17. November: Hartmut Reck, deutscher Filmschauspieler und Synchronsprecher († 2001)
- 18. November: Nasif Estéfano, argentinischer Automobilrennfahrer († 1973)
- 18. November: Carlo Tagnin, italienischer Fußballspieler und -trainer († 2000)
- 19. November: Alfonso Caycedo, spanischer Psychiater und Begründer der Sophrologie († 2017)
- 20. November: John Barnes Chance, US-amerikanischer Komponist († 1972)
- 20. November: Richard Dawson, britischer Schauspieler († 2012)
- 20. November: Don Durant, US-amerikanischer Schauspieler und Sänger († 2005)
- 20. November: Mabel Landry, US-amerikanische Leichtathletin († 2025)
- 21. November: Heinrich Lummer, deutscher Politiker († 2019)
- 22. November: Franjo Jurjević, jugoslawischer Turner († 2022)
- 22. November: Günter Sawitzki, deutscher Fußballspieler († 2020)
- 22. November: Robert Vaughn, US-amerikanischer Schauspieler († 2016)
- 23. November: Nahum Buch, israelischer Schwimmer († 2022)
- 23. November: Renato Raffaele Martino, Kardinal der römisch-katholischen Kirche († 2024)
- 23. November: Ruth Watson Henderson, kanadische Komponistin, Pianistin und Musikpädagogin
- 23. November: Bruno Visintin, italienischer Boxer († 2015)
- 24. November: Norbert Burger, deutscher Politiker († 2012)
- 26. November: Helmut Assing, deutscher Mittelalterhistoriker und Logiker
- 27. November: Benigno Aquino Jr., philippinischer Politiker († 1983)
- 27. November: Peter Falk, deutscher Ingenieur
- 28. November: Gato Barbieri, argentinischer Filmkomponist und Jazzmusiker († 2016)
- 29. November: Jacques Chirac, ehemaliger französischer Staatspräsident († 2019)

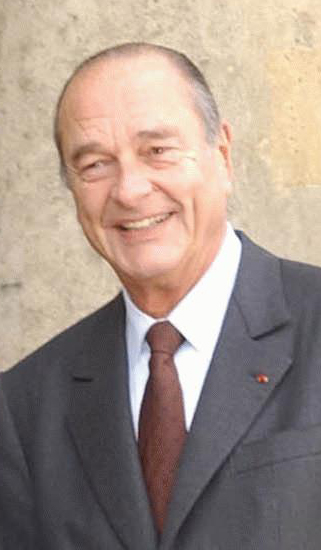
Jacques Chirac, 2003

- 29. November: Antoine Tisné, französischer Komponist († 1998)
- 30. November: Gérard Lauzier, französischer Comiczeichner und Filmemacher († 2008)
- 30. November: Peter B. Kenen, US-amerikanischer Ökonom († 2012)
- 30. November: Bob Moore, US-amerikanischer Studiomusiker und Orchester-Leiter († 2021)

### Dezember
- 01. Dezember: Rafael Bello Peguero, dominikanischer Theologe († 2022)
- 02. Dezember: Stanley Walden, US-amerikanischer Komponist
- 03. Dezember: Delbert Barker, US-amerikanischer Country- und Rockabilly-Musiker († 2024)
- 03. Dezember: Gaetano Starrabba, italienischer Automobilrennfahrer
- 04. Dezember: Moritz Heidegger, liechtensteinischer Bobfahrer († 1956)
- 04. Dezember: Roh Tae-woo, südkoreanischer General und Politiker († 2021)
- 05. Dezember: Romano Artioli, italienischer Unternehmer
- 05. Dezember: Sheldon Lee Glashow, US-amerikanischer Physiker
- 05. Dezember: Jim Hurtubise, US-amerikanischer Automobilrennfahrer († 1989)
- 05. Dezember: Jack Klotz, US-amerikanischer American-Football-Spieler († 2020)
- 05. Dezember: Ludwig A. Minelli, Schweizer Rechtsanwalt und Journalist
- 05. Dezember: Little Richard, amerikanischer Rock-’n’-Roll-Musiker († 2020) Little Richard, 2007

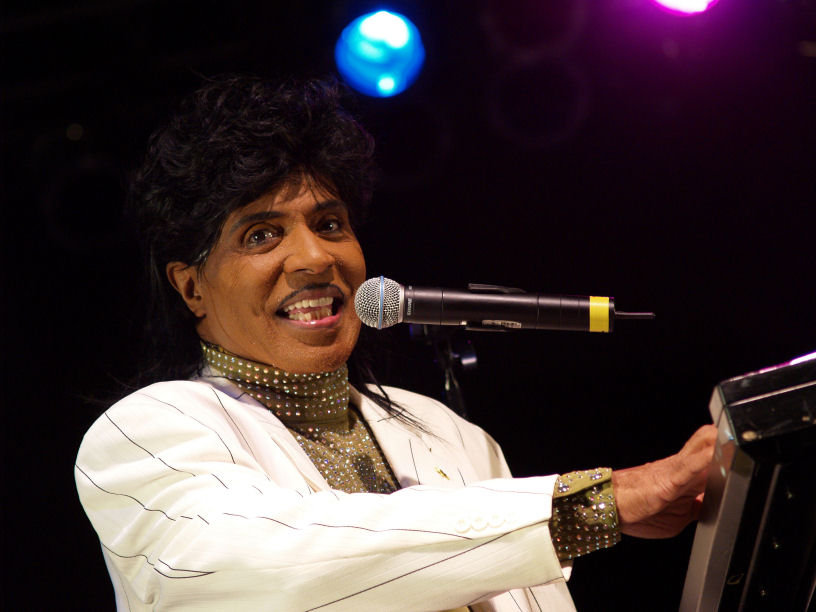
Little Richard, 2007

- 05. Dezember: Jacques Roubaud, französischer Schriftsteller († 2024)
- 06. Dezember: Günter Baumann, deutscher Endurosportler
- 07. Dezember: Ellen Burstyn, US-amerikanische Schauspielerin
- 07. Dezember: Pentti Linkola, finnischer Philosoph, Umweltschützer († 2020)
- 08. Dezember: Max Benker-Bernegger, Schweizer Turner († 2022)
- 08. Dezember: Rasmi Dschabrailow, sowjetischer bzw. russischer Schauspieler und Regisseur († 2022)
- 08. Dezember: Charly Gaul, luxemburgischer Radrennfahrer († 2005)
- 08. Dezember: Claus Luthe, deutscher Automobildesigner († 2008)
- 08. Dezember: Eusébio Scheid, Erzbischof von Rio de Janeiro und Kardinal († 2021)
- 09. Dezember: Donald Byrd, US-amerikanischer Jazztrompeter († 2013)
- 10. Dezember: Peter Conradi, deutscher Politiker († 2016)
- 12. Dezember: Bob Pettit, US-amerikanischer Basketballspieler
- 14. Dezember: Hans Günter Aurich, deutscher Chemiker († 2024)
- 14. Dezember: George Furth, US-amerikanischer Schauspieler und Autor († 2008)
- 14. Dezember: Charlie Rich, US-amerikanischer Country-Sänger († 1995)
- 14. Dezember: Étienne Tshisekedi, kongolesischer Politiker († 2017)
- 15. Dezember: Jesse Belvin, US-amerikanischer R&B-Sänger († 1960)
- 15. Dezember: Theo Magin, deutscher Politiker († 2025)
- 16. Dezember: Otto Ernst Krasney, Vizepräsident des Bundessozialgerichts († 2022)
- 16. Dezember: Karel Oomen, belgischer Ringer († 2022)
- 16. Dezember: Henry Taylor, britischer Automobilrennfahrer und Geschäftsmann († 2013)
- 16. Dezember: Rodion Konstantinowitsch Schtschedrin, russischer Komponist und Pianist
- 16. Dezember: Douglas Winston, australischer Leichtathlet († 2021)
- 17. Dezember: Konrad Bayer, österreichischer Schriftsteller († 1964)
- 17. Dezember: Tinka Kurti, albanische Schauspielerin
- 17. Dezember: Lea Tormis, estnische Theaterwissenschaftlerin († 2025)
- 18. Dezember: Urs N. Glutz von Blotzheim, Schweizer Zoologe
- 19. Dezember: Rainer Bertram, deutscher Schlagersänger († 2004)
- 19. Dezember: Bernhard Vogel, deutscher Politiker († 2025) Bernhard Vogel, 1978

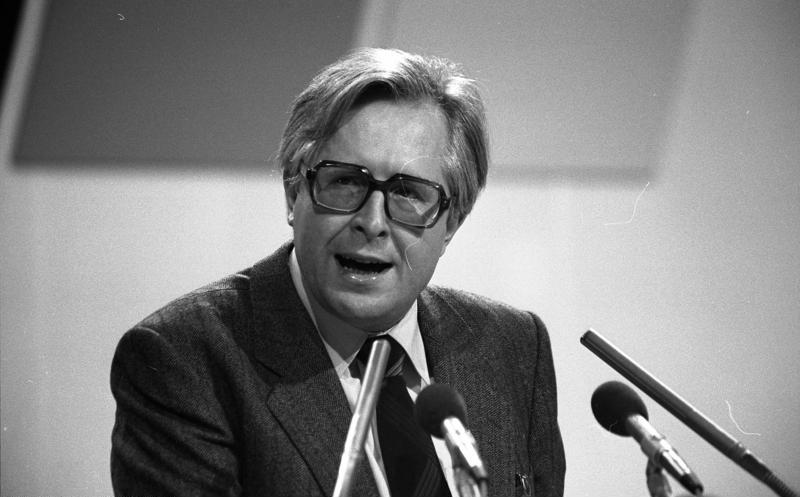
Bernhard Vogel, 1978

- 20. Dezember: John Hillerman, US-amerikanischer Schauspieler († 2017)
- 20. Dezember: Teijirō Tanikawa, japanischer Schwimmer († 2025)
- 21. Dezember: U. R. Ananthamurthy, indischer Schriftsteller († 2014)
- 21. Dezember: Hermann Appel, deutscher Ingenieur († 2002)
- 21. Dezember: Hinrich Lehmann-Grube, deutscher Politiker († 2017)
- 22. Dezember: Dick Meredith, US-amerikanischer Eishockeyspieler († 2025)
- 23. Dezember: Neil Armstrong, kanadischer Eishockey-Schiedsrichter († 2020)
- 23. Dezember: Tito Lara, puerto-ricanischer Sänger und Schauspieler († 1987)
- 24. Dezember: Fritz Deppert, deutscher Schriftsteller
- 24. Dezember: Marshall Davidson Hatch, australischer Biochemiker und Pflanzenphysiologe
- 25. Dezember: Jun Etō, japanischer Literaturkritiker († 1999)
- 25. Dezember: Heinz Sauer, deutscher Jazzmusiker
- 26. Dezember: Maximilian Aichern, katholischer Bischof der Diözese Linz
- 26. Dezember: Claude Dubois, belgischer Automobilrennfahrer († 2022)
- 26. Dezember: Ingo von Münch, deutscher Jurist und Verfassungsrechtler
- 27. Dezember: Donald Gemmell, neuseeländischer Ruderer († 2022)
- 27. Dezember: Hans Piazza, deutscher Historiker und Hochschullehrer († 2017)
- 27. Dezember: Tilman Pünder, deutscher Kommunalpolitiker († 2021)
- 28. Dezember: Dhirajlal Hirachand Ambani, indischer Unternehmer († 2002)
- 28. Dezember: Roy Hattersley, britischer Politiker
- 28. Dezember: Manuel Puig, argentinischer Schriftsteller und Drehbuchautor († 1990)
- 29. Dezember: Cornelio Sommaruga, Schweizer Jurist († 2024)
- 29. Dezember: Inga Swenson, US-amerikanische Schauspielerin († 2023)
- 30. Dezember: H. Leslie Adams, US-amerikanischer Komponist und Pianist († 2024)
- 30. Dezember: Scooter Patrick, US-amerikanischer Automobilrennfahrer († 2016)
- 31. Dezember: Felix Rexhausen, deutscher Journalist, Autor und Satiriker († 1992)

### Genaues Geburtsdatum unbekannt
- Ahmed Dini Ahmed, dschibutischer Politiker († 2004)
- George Nicholas Georgano, britischer Autor und Automobilhistoriker († 2017)
- Alan Hancox, britischer Richter, Chief of Justice in Kenia († 2013)
- Kenneth A. Kitchen, britischer Archäologe († 2025)
- Raoni Metuktire, brasilianischer Häuptling
- Göta Tellesch, deutsche Malerin († 2013)

## Gestorben

### Januar/Februar

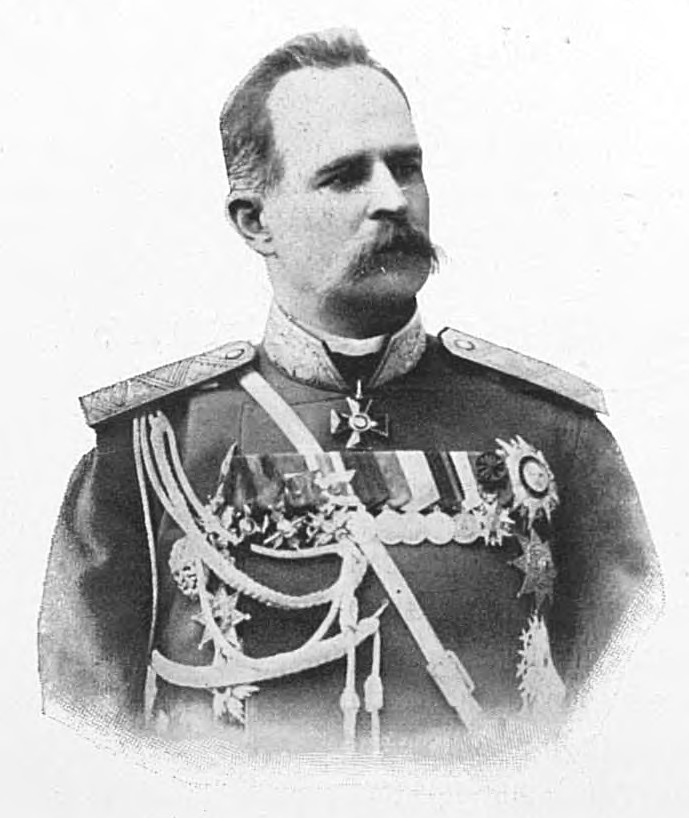
Leonid Konstantinowitsch Artamonow

- 01. Januar: Leonid Konstantinowitsch Artamonow, russischer Ingenieur, Forschungsreisender und Offizier (* 1859)
- 01. Januar: Georg Goetz, deutscher Altphilologe (* 1849)
- 01. Januar: Giulio del Torre, italienischer Maler (* 1856)
- 02. Januar: Paul Pau, französischer General (* 1848)
- 04. Januar: Anton Behmann, österreichischer Orgelbauer (* 1850)
- 07. Januar: André Maginot, französischer Politiker (* 1877)
- 11. Januar: Josef Jarno, österreichischer Schauspieler und Theaterdirektor (* 1865)
- 11. Januar: Ferruccio Zambonini, italienischer Mineraloge (* 1880)
- 12. Januar: Adolf Jandorf, deutscher Großkaufmann und Gründer des KaDeWe (* 1870)
- 13. Januar: Sophie von Preußen, Tochter des deutschen Kaisers (* 1870)
- 16. Januar: Joseph Kekuku, hawaiischer Musiker (* 1874)
- 17. Januar: Louis Brennan, irisch-australischer Konstrukteur und Erfinder (* 1852)
- 20. Januar: Conrad Cichorius, deutscher Altphilologe und Althistoriker (* 1863)
- 22. Januar: Julius Petschek, böhmischer, nach 1918 tschechoslowakischer Großindustrieller und Bankier (* 1856)
- 24. Januar: Herbert Norkus, deutscher Schüler und Hitlerjunge (* 1916)
- 26. Januar: Harry Fuld, deutscher Industrieller (* 1879)
- 26. Januar: George Turner, US-amerikanischer Politiker (* 1850)
- 27. Januar: Charles Chaumet, französischer Politiker (* 1866)
- 27. Januar: Mortimer Wilson, US-amerikanischer Komponist (* 1876)
- 28. Januar: José Feliciano Ama, indigener Bauernführer in El Salvador (* 1881)
- 01. Februar: Farabundo Martí, Politiker und Revolutionär in El Salvador (* 1893)
- 01. Februar: Konrad Oebbeke, deutscher Mineraloge, Geologe und Professor (* 1853)
- 09. Februar: Paul Neumann, österreichischer Schwimmer (* 1875)

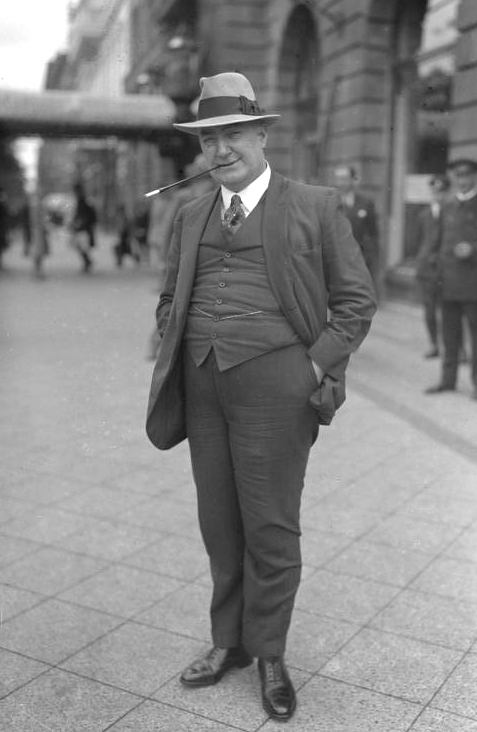
Edgar Wallace, 1928

- 10. Februar: Edgar Wallace, britischer Kriminalautor (* 1875)
- 16. Februar: Ferdinand Buisson, französischer Pädagoge (* 1841)
- 18. Februar: Friedrich August III., letzter König von Sachsen (* 1865)
- 21. Februar: Wilhelm Robert Nessig, deutscher Lehrer und Geologe (* 1861)
- 22. Februar: George MacFarlane, US-amerikanischer Sänger und Schauspieler (* 1878)
- 28. Februar: Guillaume Bigourdan, französischer Astronom und Präsident der Académie des sciences (* 1851)
- 28. Februar: Willibald Siemann, deutscher Orgelbauer (* 1864)
- 29. Februar: Ramon Casas i Carbó, katalanischer Maler und Grafiker (* 1866)

### März/April
- 02. März: Ángela de la Cruz, spanische Ordensgründerin (* 1846)
- 03. März: Eugen d’Albert, deutscher Komponist (* 1864)
- 03. März: Joseph M. Brown, US-amerikanischer Politiker (* 1851)

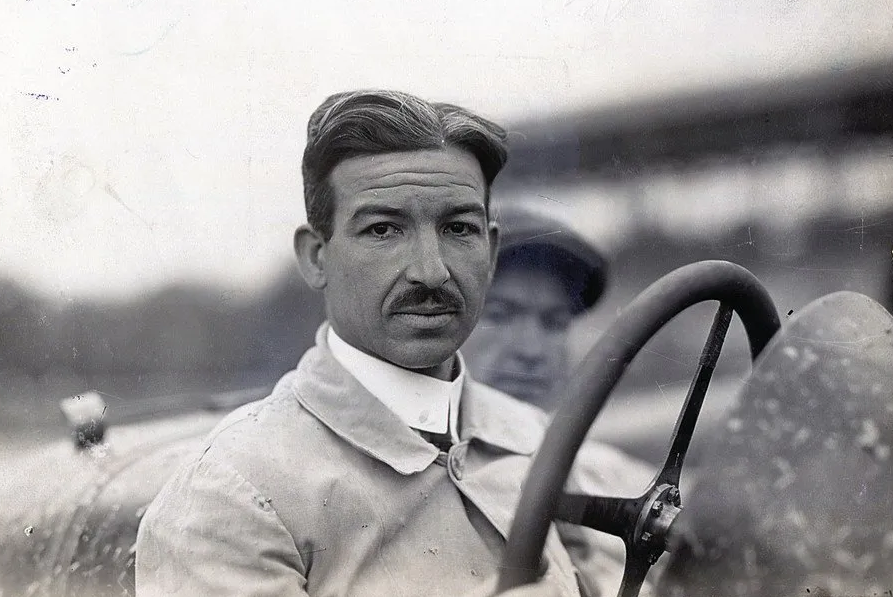
Alfieri Maserati (1926)

- 03. März: Alfieri Maserati, italienischer Automobilingenieur und -rennfahrer (* 1887)
- 05. März: Marcus H. Holcomb, US-amerikanischer Politiker (* 1844)
- 06. März: Alfred Bock, deutscher Fabrikant und Schriftsteller (* 1859)
- 07. März: Alois Amann, österreichischer Politiker (* 1864)

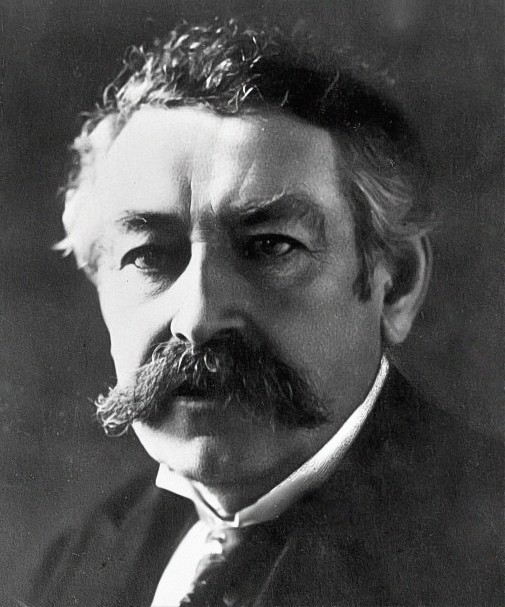
Aristide Briand

- 07. März: Aristide Briand, französischer Ministerpräsident (* 1862)
- 08. März: Jan de Louter, niederländischer Staats und Völkerrechtler (* 1847)
- 11. März: Hermann Gunkel, deutscher protestantischer Theologe (* 1862)
- 12. März: Ivar Kreuger, Gründer der Svenska Tändsticks AB (STAB) (Zündwarenmonopol) (* 1880)
- 13. März: John Atkinson, irisch-britischer Jurist und Politiker (* 1844)
- 13. März: Rudolf Kalvach, österreichischer Grafiker (* 1883)
- 14. März: George Eastman, US-amerikanischer Industrieller (* 1854)
- 17. März: Otto Pniower, deutscher Literaturwissenschaftler (* 1859)
- 18. März: William Willard Ashe, US-amerikanischer Botaniker und Forstmann (* 1872)
- 19. März: Georg Dehio, deutscher Kunsthistoriker (* 1850)
- 19. März: Antonio Spagnoli, Trentiner Bildhauer (* 1849)
- 21. März: Margarete von Wrangell, deutsche Chemikerin (* 1877)
- 24. März: Kajii Motojirō, japanischer Schriftsteller (* 1901)
- 28. März: L. M. Shaw, US-amerikanischer Politiker (* 1848)
- 29. März: Otto Widmer, römisch-katholischer Geistlicher und Leiter eines Kinderheimes (* 1855)
- 30. März: Eduard Sievers, deutscher Germanist (* 1850)
- 02. April: August Ansorge, österreichisch-böhmischer Politiker (* 1851)
- 02. April: Julius Emil Alfred Appelius, deutscher Jurist und Politiker (* 1858)
- 03. April: Friedrich Wilhelm Franke, deutscher Organist (* 1862)
- 03. April: Heinrich Limbertz, deutscher Politiker und Reichstagsabgeordneter (* 1874)
- 03. April: Friedrich Radszuweit, deutscher Unternehmer und Schriftsteller (* 1876)

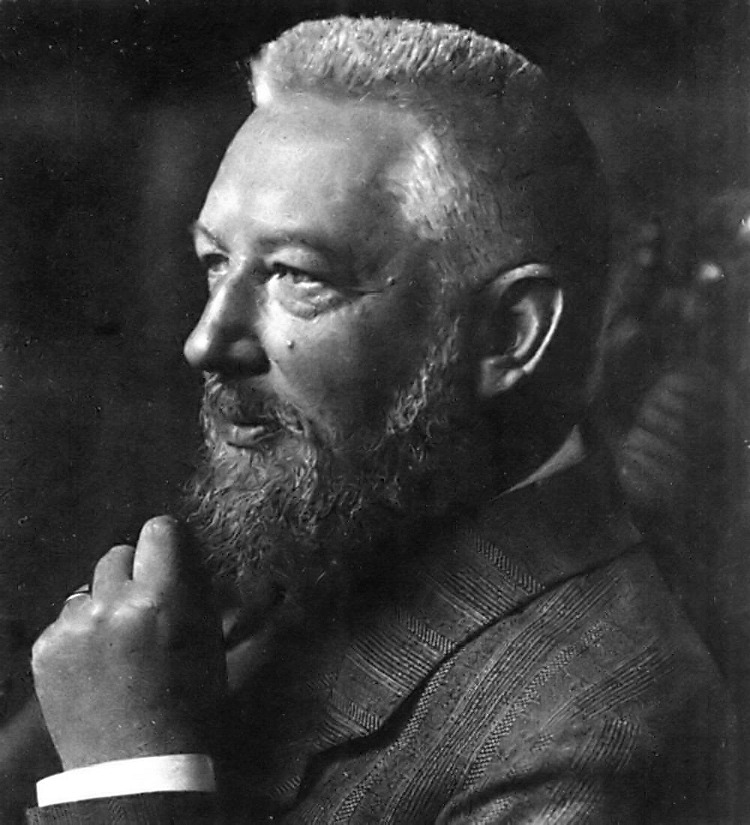
Wilhelm Ostwald

- 04. April: Wilhelm Ostwald, deutsch-baltischer Chemiker und Nobelpreisträger (* 1853)
- 07. April: Karl Wilhelm Augustin, deutscher Gymnasiallehrer und Entomologe (* 1845)
- 16. April: Julius Bodenstein, deutscher Landschaftsmaler (* 1847)
- 16. April: Ferruccio Cattelani, italienischer Komponist (* 1867)
- 18. April: William J. Harris, US-amerikanischer Politiker (* 1868)
- 29. April: Oskar Notz, deutscher Pilot (* 1899)
- 21. April: Friedrich Gustav Piffl, österreichischer Erzbischof und Kardinal (* 1864)
- 22. April: Julius Asch, deutscher Gewerkschafter und Politiker (* 1875)
- 30. April: Paul Ruben Arons, deutscher Bankier und Kommerzienrat (* 1861)

### Mai/Juni

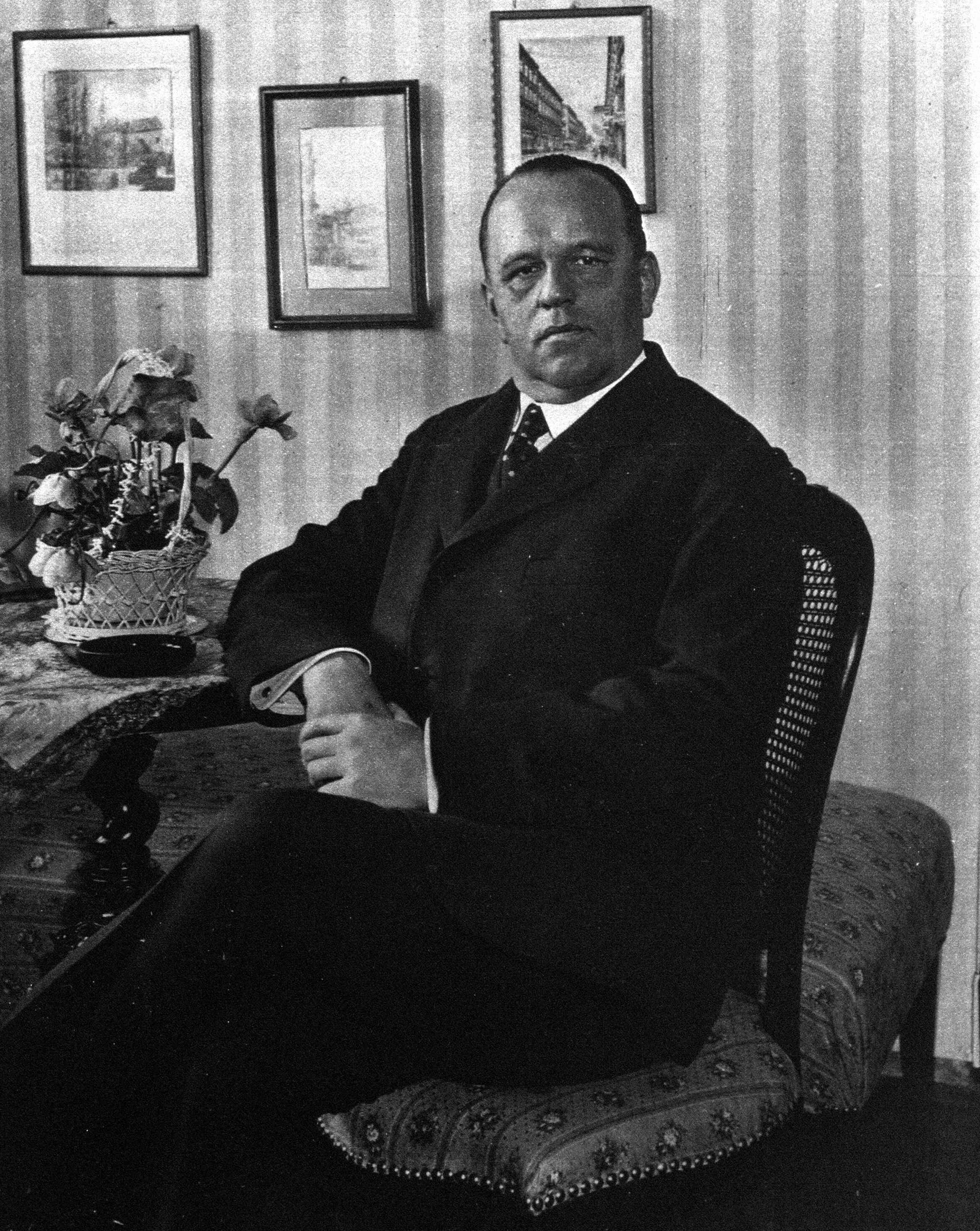
Anton Wildgans 1932

- 03. Mai: Anton Wildgans, österreichischer Dramatiker und Lyriker (* 1881)
- 04. Mai: José Mardones, spanischer Opernsänger (* 1868)
- 05. Mai: Gustav Weindorfer, österreichisch-australischer Farmer, Naturforscher, Resortbetreiber und Ranger (* 1874)
- 06. Mai: Viktor Weber von Webenau, österreich-ungarischer General (* 1861)
- 07. Mai: Roméo Beaudry, kanadischer Komponist, Musikkritiker, -produzent und -verleger (* 1882)
- 07. Mai: Paul Doumer, französischer Staatspräsident (* 1857)
- 08. Mai: Louis Archinard, französischer General (* 1850)
- 10. Mai: Konstantin von Gebsattel, deutscher Offizier und Propagandist (* 1854)
- 12. Mai: Leo Blumenreich, deutscher Kunsthändler, Kunstsammler und Mäzen (* 1884)
- 14. Mai: Gaston Thomson, französischer Politiker (* 1848)
- 15. Mai: Paul Baum, deutscher Maler, Zeichner und Grafiker (* 1859)
- 16. Mai: Louise Dumont, deutsche Schauspielerin und Theaterleiterin (* 1862)
- 18. Mai: Oskar Munzinger, Schweizer Jurist, Zeitungsredakteur und liberaler Politiker
- 22. Mai: Georg Christian von Lobkowitz, tschechoslowakischer Adliger und Automobilrennfahrer (* 1907)

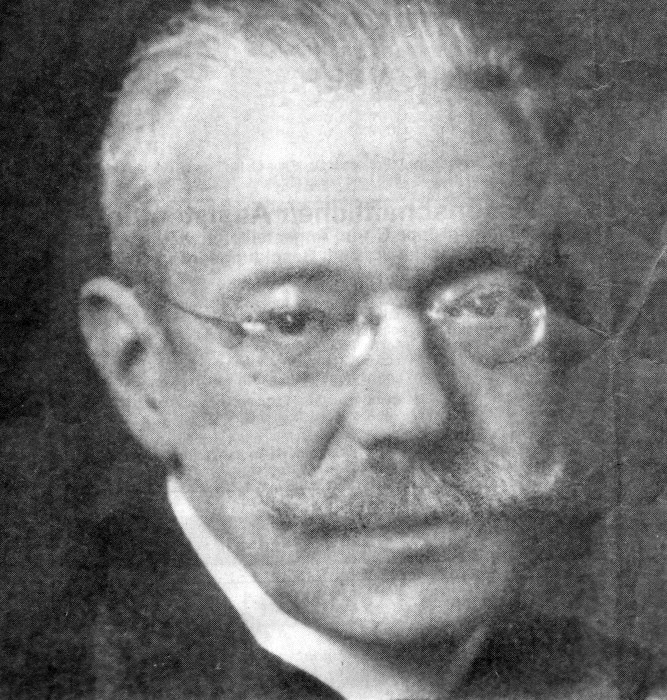
James Simon, Fotografie um 1895

- 23. Mai: James Simon, deutscher Mäzen und Unternehmer (* 1851)
- 27. Mai: Heinrich-Joachim von Morgen, deutscher Automobilrennfahrer (* 1902)
- 30. Mai: Wilhelm Fischer, österreichischer Schriftsteller (* 1846)
- 30. Mai: Ioan Ghyka Cantacuzene, rumänischer Adeliger, Flieger und Automobilrennfahrer (* 1904)
- 01. Juni: Richard Abramowski, deutscher evangelischer Theologe (* 1862)
- 01. Juni: Bernard Crocé-Spinelli, französischer Komponist (* 1871)
- 02. Juni: Elise Rosalie Aun, estnische Schriftstellerin (* 1863)
- 03. Juni: Rudolf Kremlička, tschechischer Maler und Graphiker (* 1886)
- 05. Juni: Karl Stiegler, österreichischer Hornist (* 1876)
- 06. Juni: George P. McLean, US-amerikanischer Politiker (* 1857)
- 07. Juni: Emil Paur, österreichischer Dirigent und Komponist (* 1855)
- 08. Juni: André Boillot, französischer Automobilrennfahrer (* 1891)
- 09. Juni: Otto Mügge, deutscher Mineraloge (* 1858)
- 11. Juni: Gustav Schneider, Schweizer Händler und Politiker (* 1868)
- 12. Juni: Rudolf Braune, deutscher Schriftsteller und Journalist (* 1907)
- 13. Juni: William C. Redfield, US-amerikanischer Politiker (* 1858)
- 17. Juni: Christian Werner, deutscher Automobilrennfahrer (* 1892)
- 20. Juni: Carl Schilling, deutscher Pädagoge, Mathematiker und Nautiker (* 1857)
- 21. Juni: Nat Phillips, australischer Theaterleiter, Komiker und Entertainer (* 1883)
- 26. Juni: Adelaide Ames, US-amerikanische Astronomin (* 1900)
- 29. Juni: Jean Marie Charles Abadie, französischer Ophthalmologe (* 1842)

### Juli/August

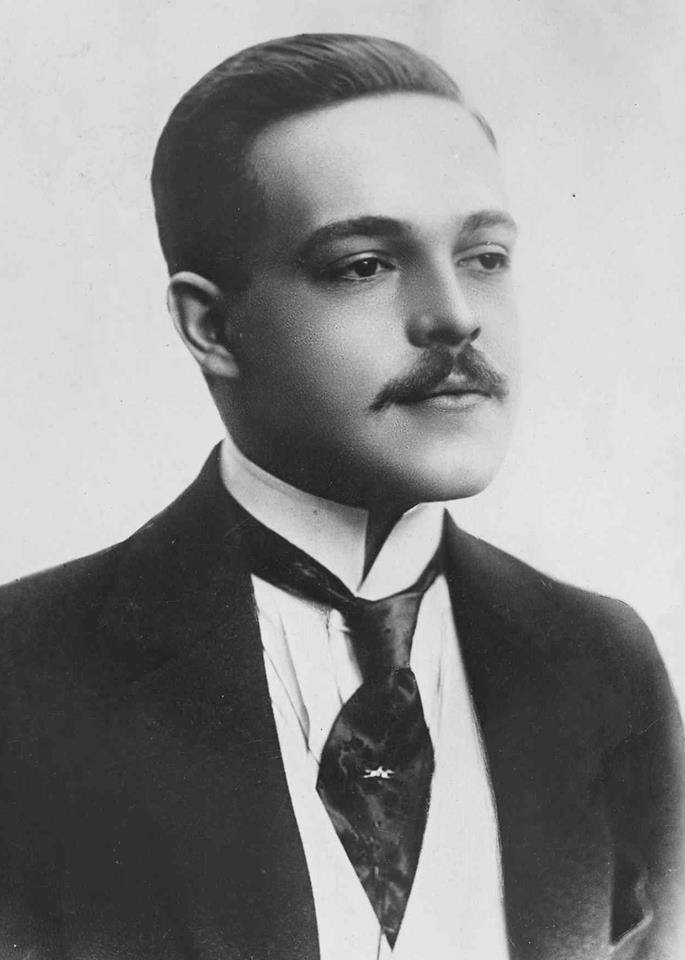
Manuel II.

- 02. Juli: Emanuel II., letzter König von Portugal (* 1889)
- 07. Juli: Carlo Liviero, italienischer Bischof, 2007 seliggesprochen (* 1866)
- 08. Juli: Julius Ackerknecht, deutscher Professor (* 1856)
- 09. Juli: King Camp Gillette, US-amerikanischer Erfinder (* 1855)
- 12. Juli: Tomáš Baťa, tschechischer Unternehmer, Begründer des Bata-Konzerns (* 1876)
- 15. Juli: Robert Jecker, deutscher Motorradrennfahrer (* 1902)
- 20. Juli: René Bazin, französischer Schriftsteller (* 1853)
- 22. Juli: Reginald Fessenden, kanadischer Erfinder und Rundfunkpionier (* 1866)
- 22. Juli: Errico Malatesta, italienischer Anarchist (* 1853)
- 22. Juli: Hans Mühlhofer, deutscher Schauspieler, Hörspielsprecher und Rezitator (* 1878)
- 22. Juli: Florenz Ziegfeld junior, US-amerikanischer Theaterproduzent (* 1867)
- 23. Juli: Alberto Santos Dumont, brasilianischer Flugpionier (* 1873)
- 27. Juli: Alexandre-M. Clerk, kanadischer Komponist und Dirigent (* 1861)
- 29. Juli: Amelia Bailey, australische Sängerin (* 1842)

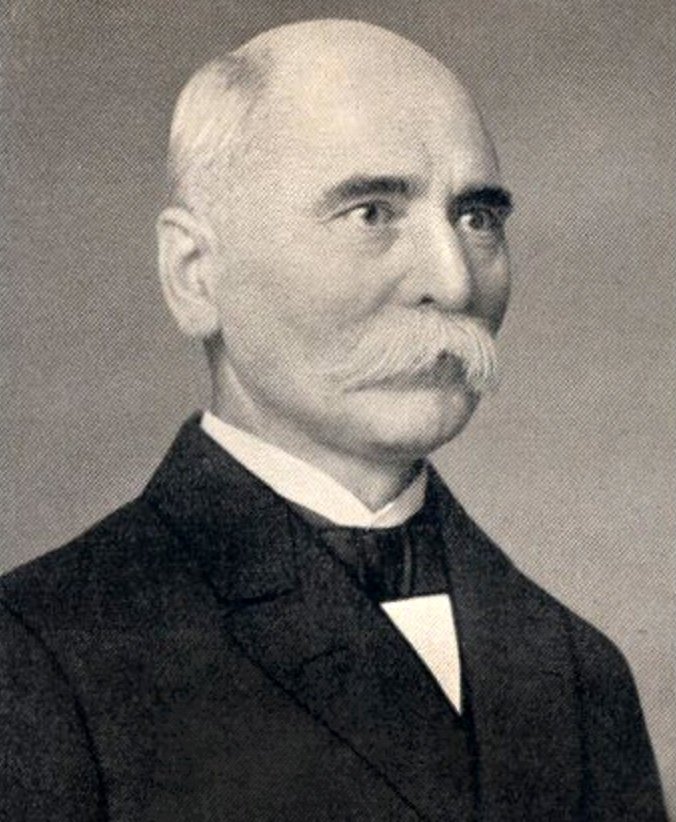
Heinrich Schwanold (um 1925)

- 29. Juli: Heinrich Schwanold, deutscher Lehrer und Heimatforscher (* 1867)
- 30. Juli: Siro Borrani, Schweizer römisch-katholischer Geistlicher und Kirchenhistoriker (* 1860)
- 30. Juli: Heinrich Kraus von Elislago, österreichischer Feldmarschallleutnant (* 1862)

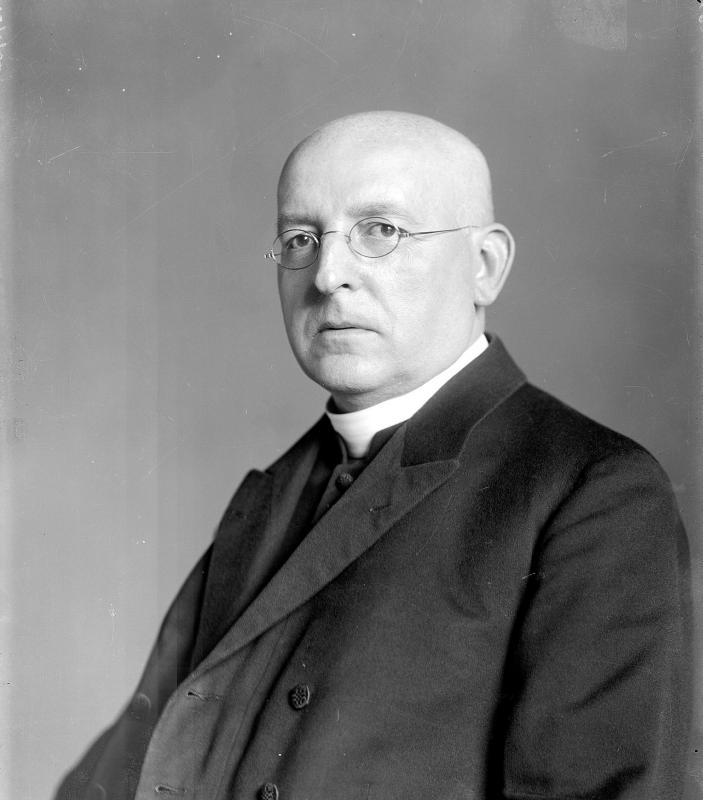
Ignaz Seipel

- 02. August: Ignaz Seipel, österreichischer Politiker, Theologe, Prälat und Bundeskanzler (* 1876)
- 04. August: Alfred Henry Maurer, US-amerikanischer Maler (* 1868)
- 11. August: Maximilian Woloschin, russischer Dichter und Landschaftsmaler (* 1877)
- 15. August: Magdalena Heinroth, deutsche Zoologin (* 1883)
- 16. August: Stanisław Lubomirski, polnischer Magnat,  Unternehmer und Bankier (* 1875)
- 18. August: George Whitfield Andrews, US-amerikanischer Komponist, Organist und Musikpädagoge (* 1861)
- 19. August: Louis Anquetin, französischer Maler (* 1861)

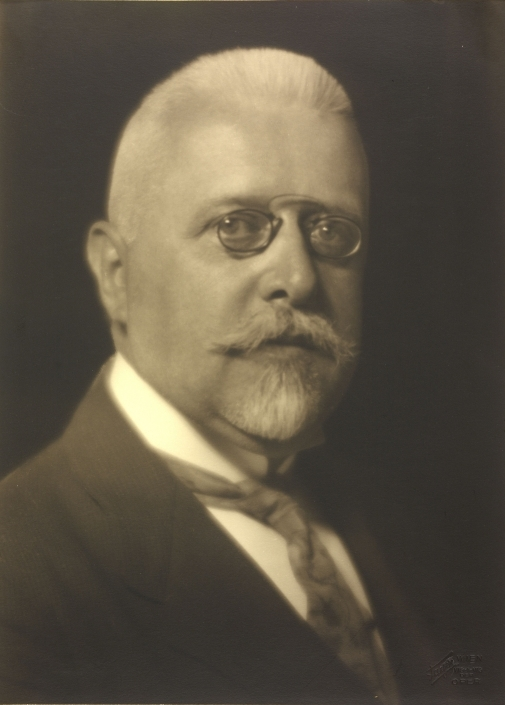
Johann Schober

- 19. August: Johann Schober, österreichischer Jurist, Beamter und Politiker, Bundeskanzler und Minister (* 1874)
- 20. August: Paul Keller, schlesischer Schriftsteller (* 1873)
- 21. August: Frederick Corder, englischer Komponist (* 1852)
- 24. August: Marcellus Schiffer, deutscher Grafiker, Maler, Chansontexter und Librettist (* 1892)
- 27. August: Friedrich von Gaisberg-Schöckingen, deutscher Gutsherr, Politiker, Genealoge und Heraldiker (* 1857)
- 27. August: Charles W. Waterman, US-amerikanischer Politiker (* 1861)
- 28. August: Hassan Mostofi, iranischer Premierminister (* 1871)
- 29. August: Teibi Andō, japanischer General (* 1853)

### September/Oktober

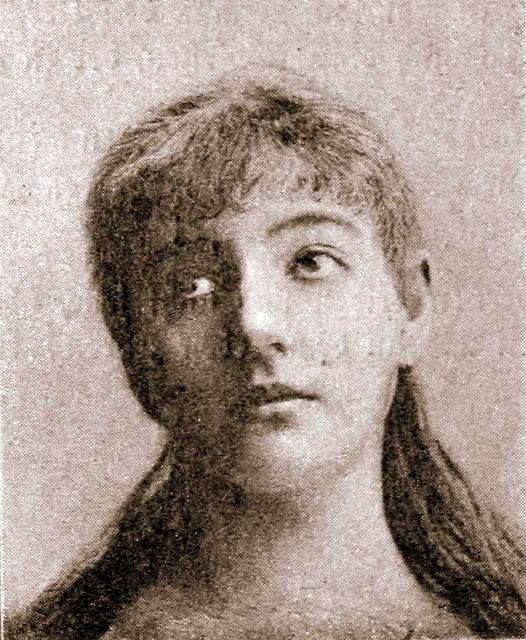
Irene Abendroth

- 01. September: Irene Abendroth, österreichische Opernsängerin (* 1872)
- 01. September: Santos Cifuentes, kolumbianischer Komponist (* 1870)
- 07. September: Josefine von Artner, österreichisch-deutsche Opernsängerin und Gesangspädagogin (* 1869)
- 07. September: Albert David Jordan, kanadischer Organist, Dirigent und Musikpädagoge (* 1877)
- 07. September: Carl Partsch, deutscher Chirurg, gilt als Vater der Zahnärztlichen Chirurgie (* 1855)
- 10. September: Franz Liftl, österreichischer Musiker und Komponist (* 1864)
- 15. September: Willem Eijmers, niederländischer Fußballschiedsrichter (* 1884)
- 16. September: Ronald Ross, britischer Bakteriologe und Nobelpreisträger (* 1857)
- 19. September: Rudolf Brockhaus, deutscher Prediger und Autor der Brüderbewegung (* 1856)
- 20. September: Ernst Hoff, deutscher Verbandsfunktionär (* 1872)
- 20. September: Léon Ringuet, kanadischer Organist, Dirigent und Komponist (* 1858)
- 20. September: Max Slevogt, deutscher Maler (* 1868)
- 20. September: Wovoka, einflussreicher Prophet der Paiute-Indianer (* um 1856)
- 24. September: Clive Dunfee, britischer Automobilrennfahrer (* 1904)
- 27. September: John Sharp Williams, US-amerikanischer Politiker (* 1854)
- 01. Oktober: Louis Hagen, deutscher Bankier (* 1855)
- 03. Oktober: Giulio Aristide Sartorio, italienischer Maler, Illustrator, Drehbuchautor und Filmregisseur (* 1860)
- 03. Oktober: Max Wolf, deutscher Astronom (* 1863)
- 05. Oktober: Christopher Brennan, australischer Dichter (* 1870)
- 06. Oktober: Friedrich Karl Paul Gustav von Arnim, preußischer Offizier (* 1856)
- 10. Oktober: Arnošt Muka, sorbischer Schriftsteller, Volkskundler und Kulturorganisator (* 1854)
- 15. Oktober: Élisabeth Renaud, französische Feministin (* 1846)
- 15. Oktober: Iwan Rerberg, russischer Bauingenieur (* 1869)
- 17. Oktober: Richard Skowronnek, deutscher Journalist und Schriftsteller (* 1862)
- 19. Oktober: Lindley Miller Garrison, US-amerikanischer Politiker (* 1864)
- 19. Oktober: Arthur Friedheim, russisch-deutscher Pianist und Komponist (* 1859)
- 21. Oktober: Anton Funtek, slowenischer Schriftsteller (* 1862)
- 28. Oktober: Willi Max Scheid, deutscher Architekt, Gebrauchsgrafiker und Hochschullehrer (* 1889)

### November/Dezember

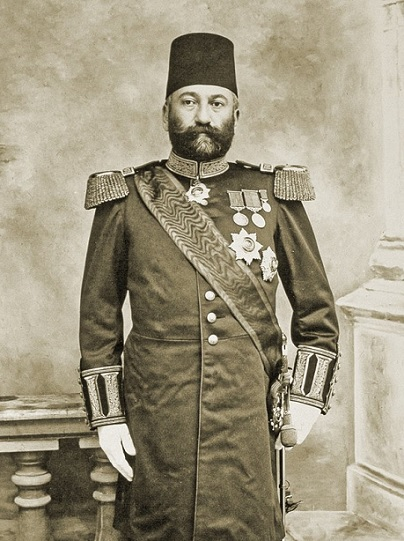
Ali Rizâ Pascha

- 06. November: Ali Rıza Pascha, Großwesir des Osmanischen Reiches (* 1860)
- 09. November: Johannes Henricus Zaaijer, niederländischer Mediziner (* 1876)
- 11. November: Ludwig Hoffmann, deutscher Architekt und Stadtbaurat in Berlin (* 1852)
- 11. November: Frederick Dewhurst Yates, englischer Schachspieler (* 1884)
- 12. November: Evangeline Adams, US-amerikanische Beraterin, Astrologin und Buchautorin (* 1868)
- 14. November: Samuel D. Felker, US-amerikanischer Politiker (* 1859)
- 17. November: Oramel H. Simpson, US-amerikanischer Politiker (* 1870)
- 22. November: William Walker Atkinson, US-amerikanischer Kaufmann, Anwalt und Autor (* 1862)
- 22. November: Leo Cederholm, preußischer Offizier (* 1852)
- 23. November: Ellen Aurora Elisabeth Morgenröte Ammann, schwedisch-deutsche Politikerin (* 1870)
- 26. November: Vincenzo Appiani, italienischer Komponist, Pianist und Musikpädagoge (* 1850)
- 28. November: Karl Dunkmann, deutscher evangelischer Theologe und Soziologe (* 1868)
- 02. Dezember: Angelo Nessi, Schweizer Journalist und Librettist (* 1873)
- 03. Dezember: Charles Henri Hubert Spronck, niederländischer Mediziner (* 1858)
- 04. Dezember: Gustav Meyrink, österreichischer Schriftsteller (* 1868)
- 05. Dezember: Otto Apelt, deutscher klassischer Philologe, Übersetzer und Gymnasiallehrer (* 1845)
- 06. Dezember: Germano Bruni, Schweizer Jurist und Politiker (* 1850)
- 07. Dezember: Amedeo Ruggeri, italienischer Motorrad- und Automobilrennfahrer (* 1889)
- 09. Dezember: Karl Blossfeldt, deutscher Fotograf (* 1865)
- 09. Dezember: Rokeya Sakhawat Hussain, indische Schriftstellerin (* 1880)
- 11. Dezember: Mathilde Eyssenhardt, deutsche Porträtmalerin (* 1859)
- 15. Dezember: William W. Stickney, US-amerikanischer Politiker (* 1853)
- 18. Dezember: Eduard Bernstein, deutscher Theoretiker und Politiker (* 1850)
- 22. Dezember: François-Xavier Mercier, kanadischer Sänger, Musikpädagoge und Komponist (* 1867)
- 24. Dezember: Eyvind Alnæs, norwegischer Komponist (* 1872)
- 24. Dezember: Chaim Eitingon, Leipziger Rauchwarenhändler und Stifter (* 1857)
- 25. Dezember: Oscar Seifert, Leipziger Original (* 1861)
- 27. Dezember: Arvid Järnefelt, finnischer Schriftsteller (* 1861)
- 27. Dezember: Sidonie Werner, Frauenrechtlerin und Sozialarbeiterin (* 1860)
- 00. Dezember: Emil Bär, Schweizer Lehrer und Historiker (* 1859)

### Genaues Todesdatum unbekannt
- Lilla Pauline Emilie Gäde, deutsche Malerin (* 1852)